# Peinture de la dynastie Qing
La peinture de la dynastie Qing  (1644 - 1912), se situe dans le respect de l'héritage de la peinture chinoise des dynasties précédentes, mais se renouvelle progressivement dans tous les domaines : que ce soit la peinture chinoise de cour, la production de l'Académie, celle des groupes d'artistes, lettrés ou non, proches ou en opposition au pouvoir, celle des peintres retirés pour raisons politiques, celle des « excentriques », celle des nombreux ateliers commerciaux qui produisent des copies, ou des peintures de jolies femmes et des peintures érotiques, et jusqu'à la peinture quasi industrielle destinée à l'exportation, tous ces domaines évoluent, s'effacent ou apparaissent sous une forme radicalement nouvelle.
La fin de la dynastie est marquée par la constitution de l'école de Lingnan, laquelle assume la transition entre Chine ancienne et Chine moderne, au contact des autres traditions picturales, japonaise de l'ère Meiji (1868-1912) et occidentale, avec le passage du XIXe au XXe siècle.

## Les six maîtres du début des Qing

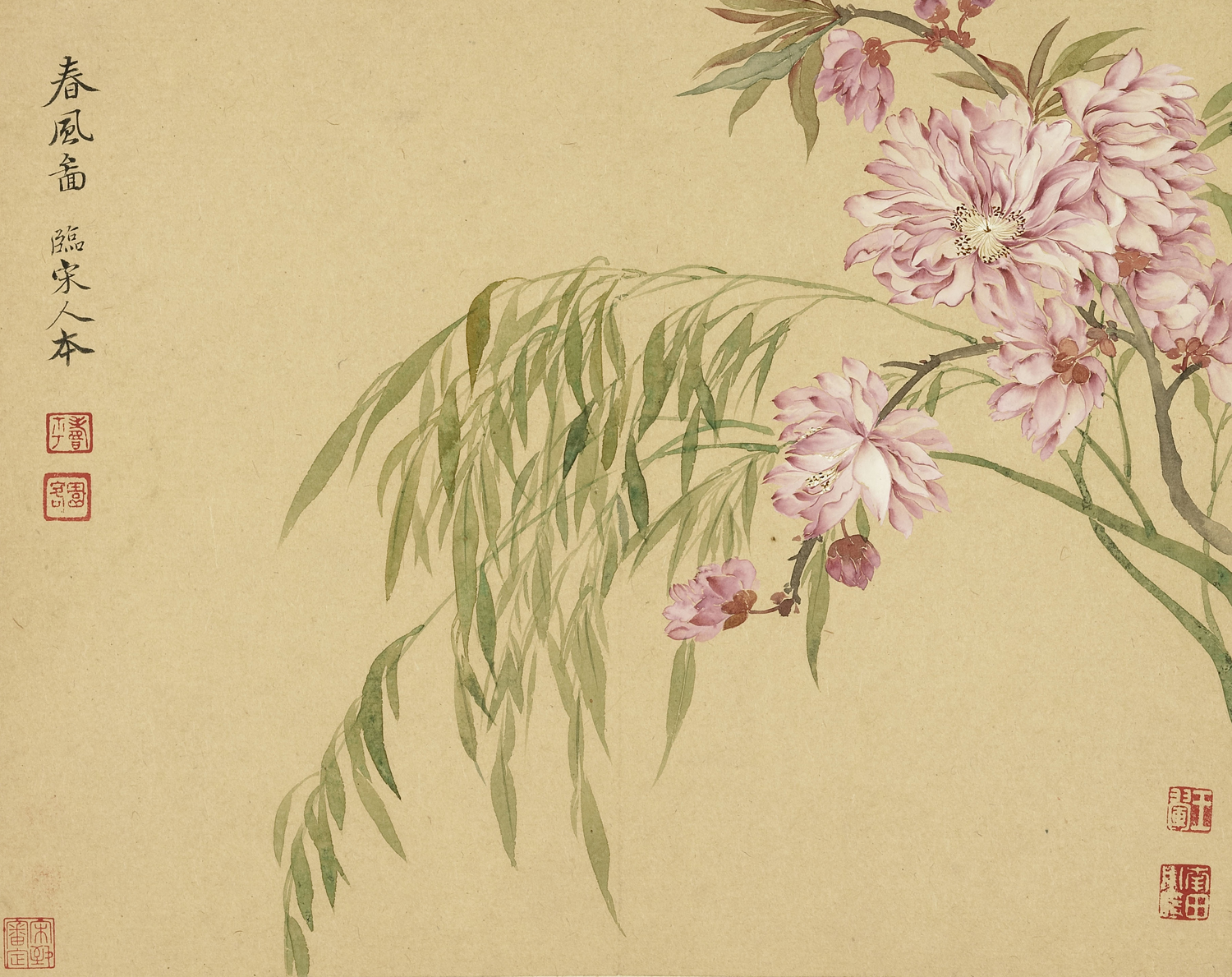
Yun Shouping. Souffle printanier. Feuille d'album. Encre et couleurs sur papier, 26,3 × 33,4 cm. Musée national du Palais, Taipei
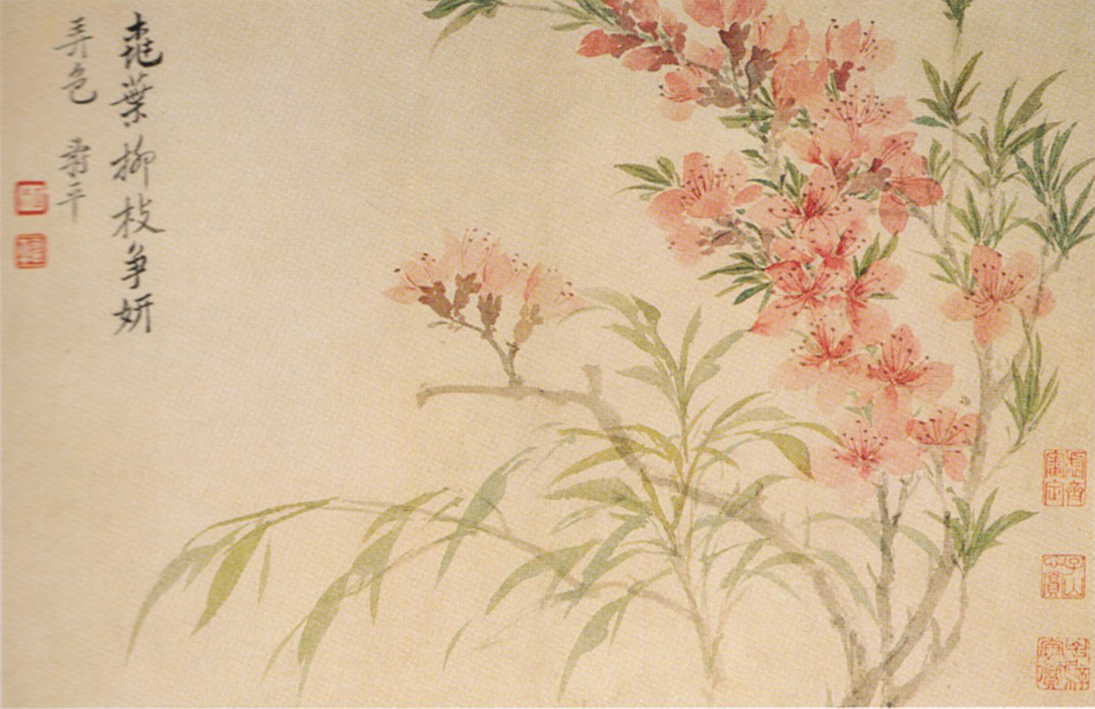
Yun Shouping. Feuille d'album. Encre et couleurs sur papier, 22,8 × 34,6 cm. Méthode de peinture « sans os ». Musée du Palais, Beijing
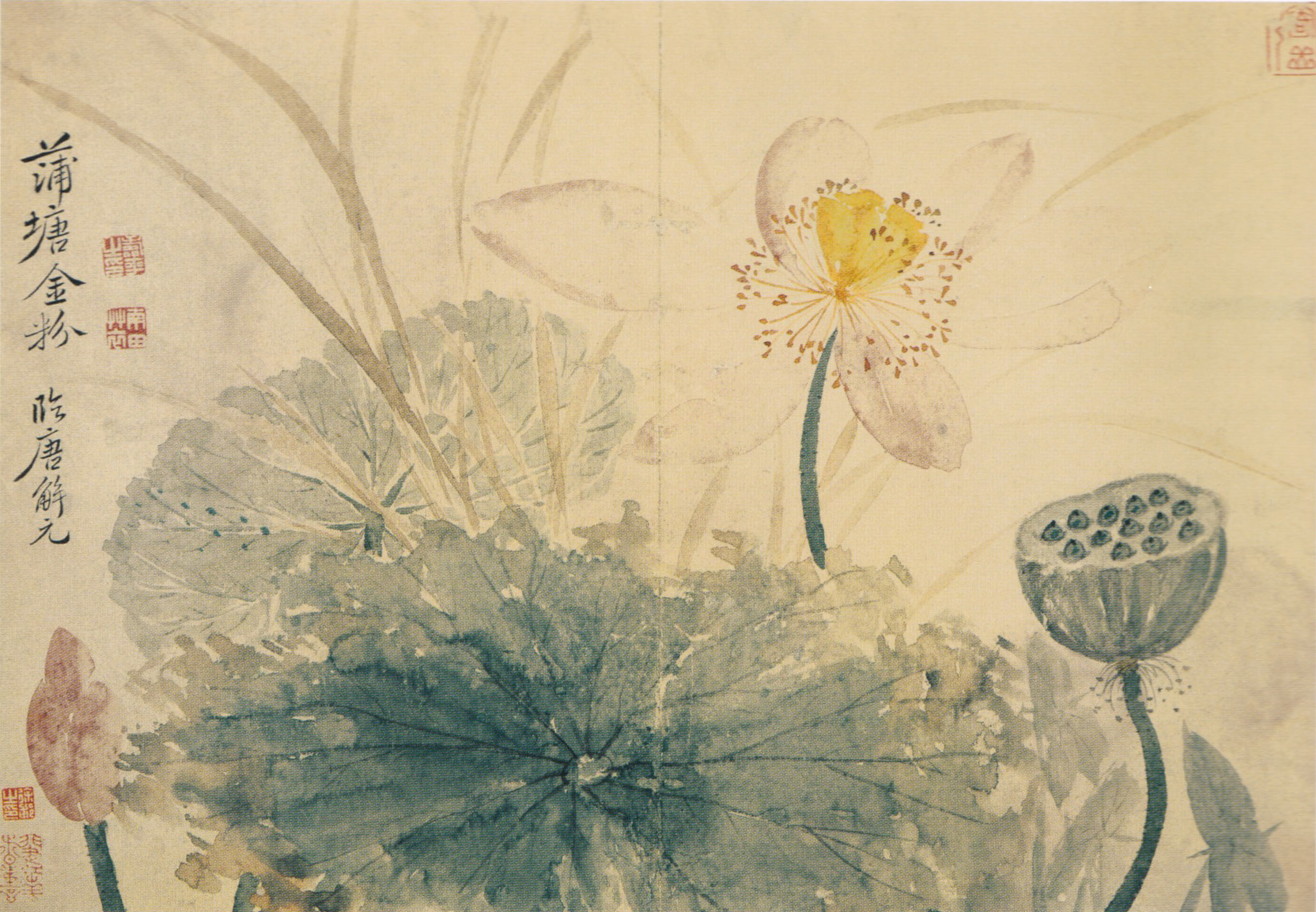
Yun Shouping. Lotus scintillant sur l'étang, v. 1650-1690. Méthode de peinture « sans os ». Encre et couleurs sur papier, 28,2 × 40,8 cm. Musée d'art de Tianjin
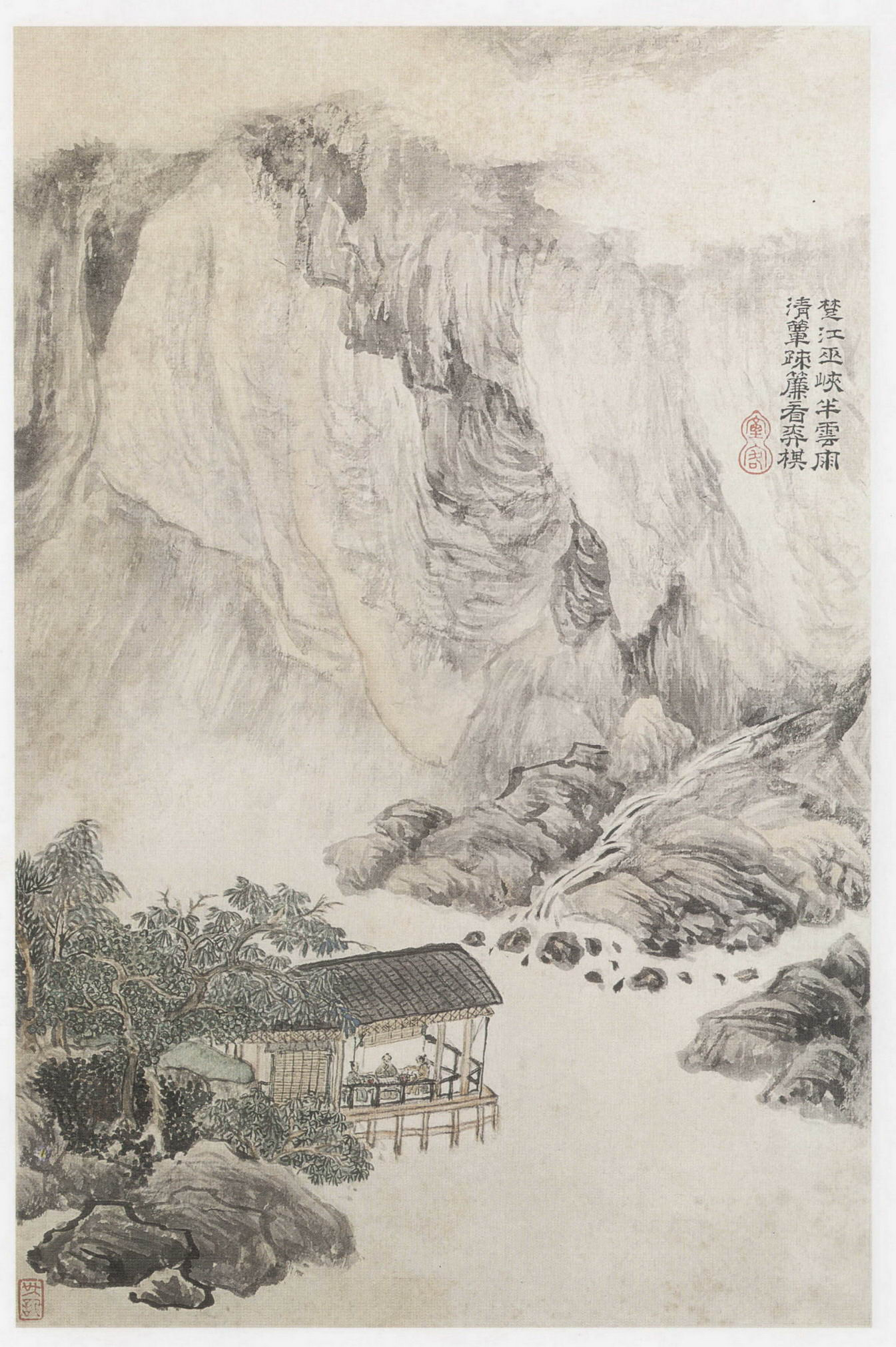
Wang Shimin, 1666. Album illustrant les poèmes de Du Fu. Encre et couleurs sur papier, H. 39 cm.
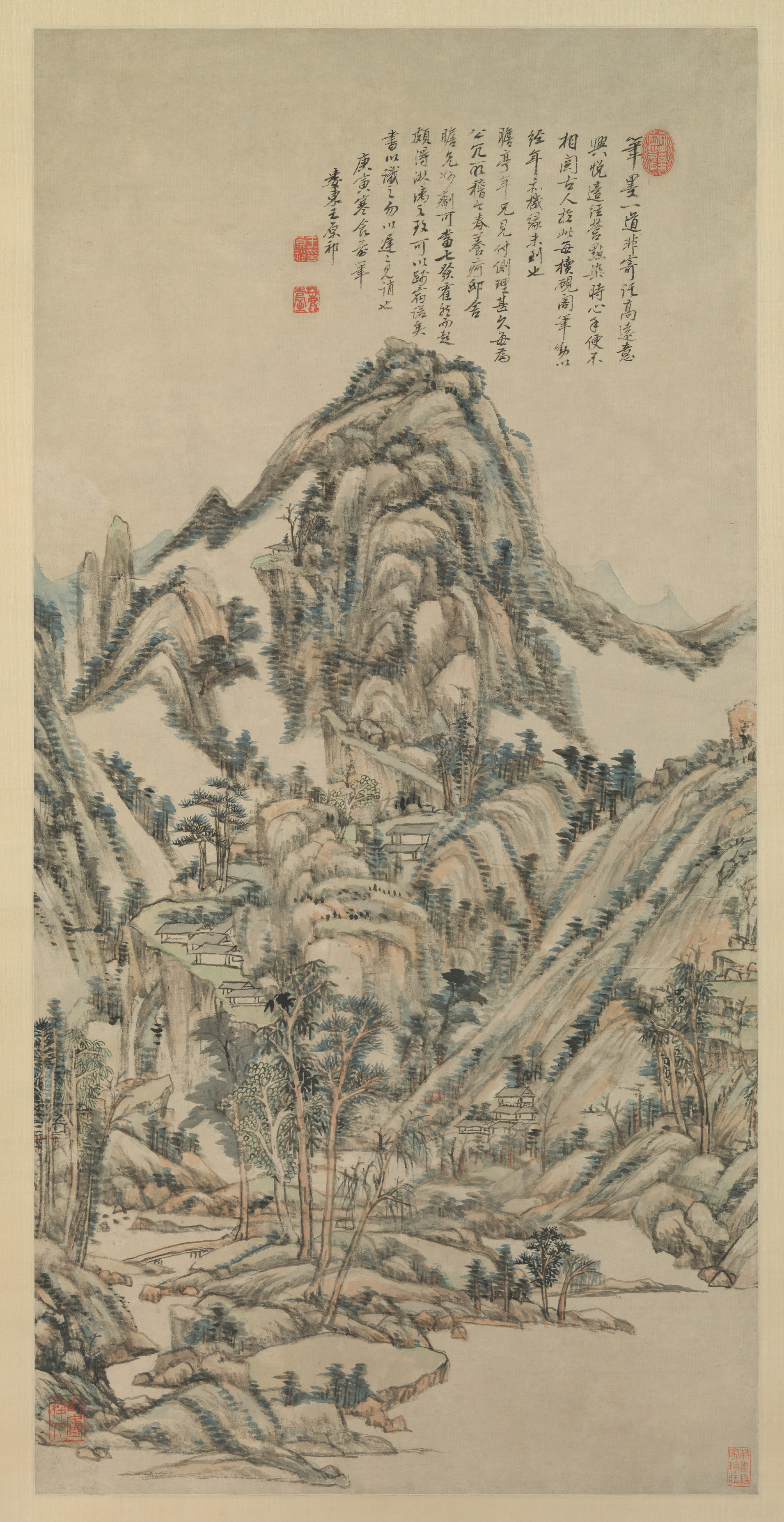
Wang Yuanqi (1642-1715), Paysage pour Zhanting, 1710. Rouleau suspendu, 95.3 × 47 cm. The Met. NY
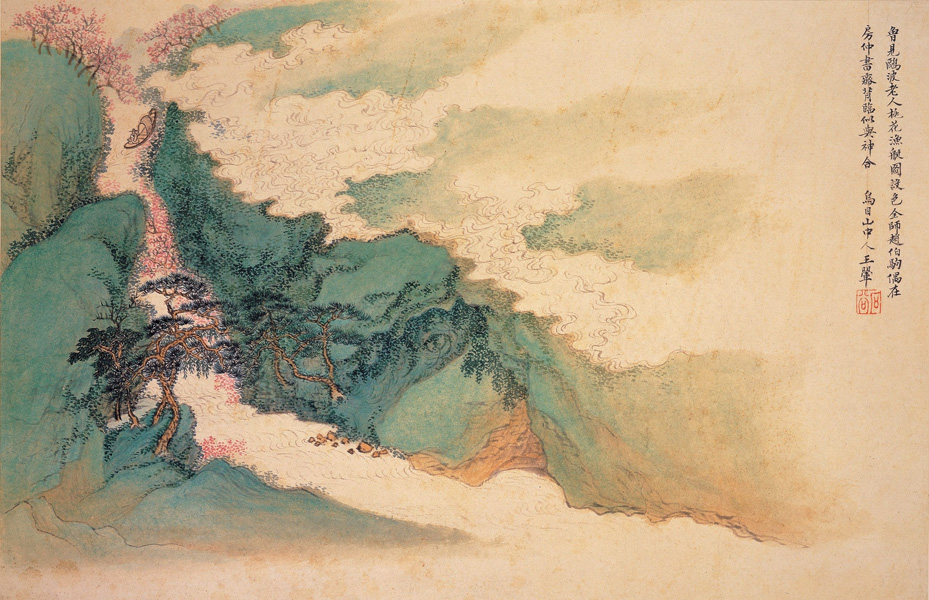
Wang Hui. Pêchers en fleurs. Bateau de pêcheur. Feuille d'album, encre et couleurs sur papier, 28,5 × 43 cm. Musée national du Palais

Actif au début de la dynastie, Yun Shouping est l'objet d'une admiration constante pour ses peintures de fleurs aux couleurs douces. Ce qui semble, ici, une simple étude de la nature va bien au-delà d'une imitation stricte, tendant à manifester l'esprit qui se dégage de la nature. Selon ses propres mots, « dans la peinture d'après nature, seule la ressemblance parfaite permet de transmettre l'esprit ». Cette tendance à la ressemblance spirituelle était déjà évidente, à la fin de la dynastie Ming, dans l'œuvre de Xu Wei, qui s'exprimait alors bien plus par taches formées  uniquement à l'encre calligraphique, éloignée de l'imitation de la nature comme une addition de détails visibles mais bien plus comme l'expression qui se dégage de l'ensemble. Le trait de Xu Wei y est alors brisé par le pinceau mouillé qui vient dissoudre l'encre. Cette pratique expressive aura un bel avenir en Chine jusqu'au XXe siècle. Yun Shouping obtient souvent, mais pas constamment, cette « ressemblance parfaite », sans passer par le détail et sans trait de contour, mais par une peinture fluide, les chinois disent « sans os », par la surface de couleur liquide, éventuellement modulée dans l'humide et parfois déposée par frottis sur le papier. Yun Shouping se situe dans la tradition des peintres Song de « fleurs et oiseaux » ou « herbes et insectes », une peinture « sans os », colorée et naturaliste qui aura un effet à long terme sur les peintres de la transition du XIXe au XXe siècle. La peinture « sans os » est promise à un long avenir, mais souvent associée au tracé fin vers la fin du XIXe siècle, pour une peinture naturaliste avec une plus grande tendance au détail ; elle sera la pratique de Ju Lian (en) (1824-1904), et de ses héritiers de l'école de Lingnan, au XXe siècle, mais à nouveau, sans détail.
Ce peintre Yun Shouping, (actif en 1633-1690), fait partie des Six maîtres du début des Qing (dont Wang Yuanqi) tous proches les uns des autres, et qui suivent la tradition lettrée dite de l'École du Sud, dans le sillage de Dong Qichang, des images douces et paisibles. À part Yun Shouping ce sont des peintres de paysage. Leurs maîtres préférés sont, pour donner quelques repères, outre Dong Qichang et Huang Gongwang, Ni Zan et même Mi Fu. Wang Yuanqi, figure centrale de ce groupe, sera aussi un haut fonctionnaire sous les Qing.
Wang Yuanqi apporte de nouvelles formes de composition, pleines de mouvement, manifeste d'une imagination vive. Avec lui, la couleur n'est plus apportée après le dessin du contour et le lavis, comme dans la tradition, mais intégrée à tout instant au cours de la peinture, en veillant, selon ses propres mots, « à ce qu'il y ait de l'encre dans la couleur, et de la couleur dans l'encre ».

### Sélection
- Les six maîtres du début des Qing : les quatre Wang, Wang Shimin (1592-1680), Wang Jian (1598-1677)[8],[9], Wang Hui[10],[11], Wang Yuanqi[12],[13] ainsi que Wu Li (1632-1718) et Yun Shouping (1633-1690)
- Les 8 maîtres de Jinling (Nanjing) : Gong Xian (1618-1689)[14],[15], Fan Qi (1616-1695)[16], Zou Zhe (1636-1708), Wu Hong (act. 1670-1680), Hu Zao (en) (?-?), Gao Cen (act. 1643-1679), Ye Xin (?-?), Xie Sun (en) (?-?) , peintres « naturalistes »
- Les peintres non affiliés du début des Qing : Xiao Yuncong (1596-1673), Mei Qing (1623-1697)

## Peinture de cour, désir d'encyclopédie et nostalgie
La tendance au détail se trouve accentuée au sein de la cour et dans les commandes impériales par l'esprit encyclopédique qui tend à recenser tout ce qui existe et à le pérenniser tout en le contrôlant. Par ailleurs, les premiers temps de la dynastie sont marqués par le goût des Mandchous pour une peinture colorée. Cette dynastie cultive une véritable passion pour les collections, impériales et privées, dont les antiquités, bronzes et jades, les livres, et les peintures anciennes. Cette "collectionnite", qui s'empare des élites, de quelque origine qu'elles soient, mandchoues, chinoises, coréennes, hauts fonctionnaires, lettrés ou marchands, a comme objectif la transmission des savoirs et l'assimilation de la culture chinoise qui est, alors, profondément respectée et admirée. À partir de l'ère Jiaqing (1796-1821) ce sont les collections privées qui dominent, avec la recomposition rapide des collections, au cours de cette période troublée. Les collections privées pouvant être, d'ailleurs, publiées.
Dans cet esprit, la peinture de la Fête de Qing Ming, (Fête des morts) reprend le même thème traité sous les Song. Mais alors que l'original s'attachait, dans la manière propre aux peintres professionnels, aux détails techniques, cette version s'attache aux loisirs : spectacles de théâtre (de plein air), acrobates, lutteurs… et on distingue nettement les rochers remarquables qui s'élèvent, traditionnellement, dans les jardins, en couleurs bleu et vert, comme dans certaines peintures de l'époque Song dans le « style bleu et vert », apprécié de la famille impériale Song et que, significativement, s'approprie la dynastie Mandchoue. Quant à la représentation de l'espace des bâtiments, on peut constater des effets de perspective à l'occidentale, dans la réduction des bâtiments avec la distance, combinés aux obliques parallèles (isométrique) propres aux conventions chinoises traditionnelles, mais sans ombre. C'est particulièrement visible dans la vue de Suzhou par le peintre de cour Xu Yang (1712-v.1779). Ce qui laisserait supposer une influence constante des conventions occidentales apportées par les peintres jésuites à la cour, dont Giuseppe Castiglione (1688-1766). On peut en voir l'effet dans la représentation des figures (par exemple dans les cent portraits de soldats d'élite commandés par l'empereur Qianlong) où un certain modelé a été retenu, en collaboration avec des peintres européens, car l'ombre, les lettrés en évitaient, traditionnellement, l'emploi.

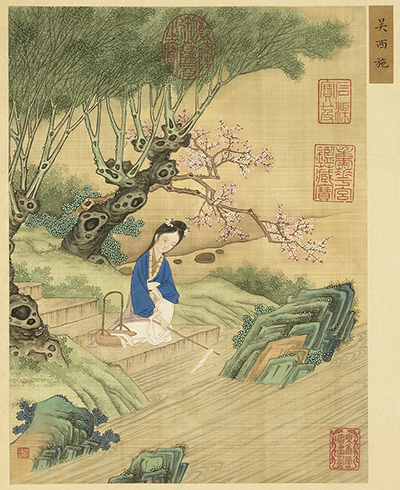
Xi Shi dans l'album Les plus grandes beautés (畫麗珠萃秀). Peintre de cour, v. 1738. Musée national du Palais[N 3]
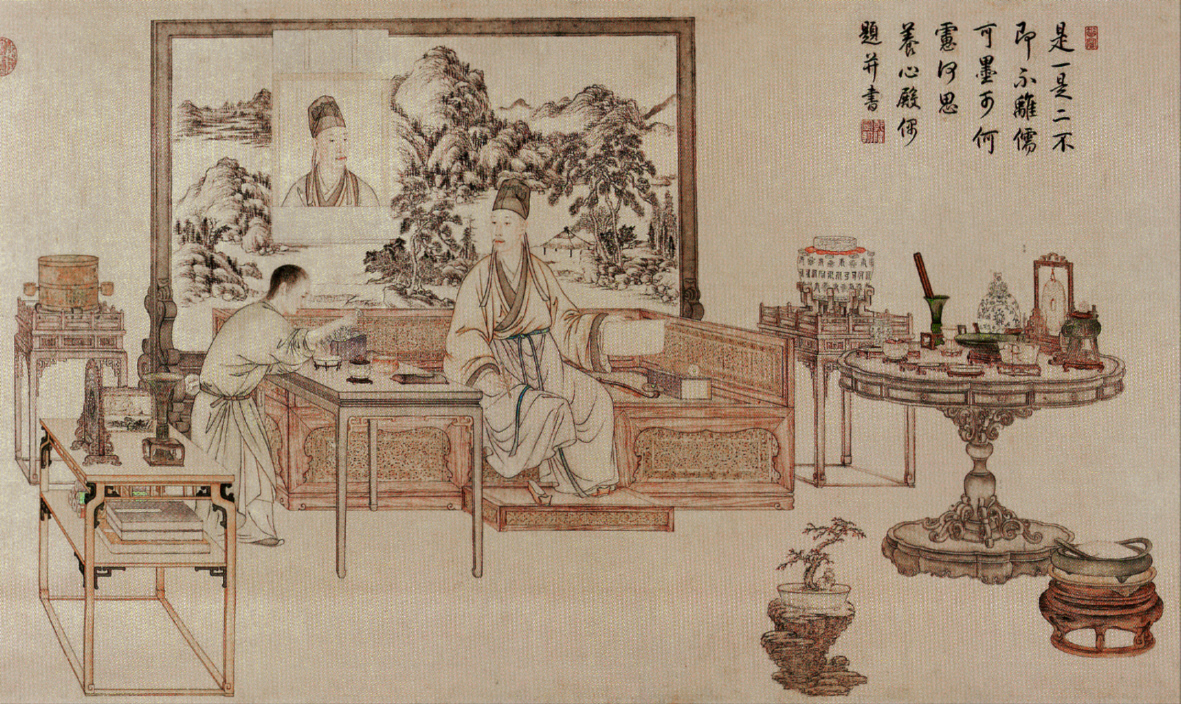
Peintres de cour[21]. Un ou deux ? Qianlong (r. 1735-1796) et sa collection. vers 1740 ?
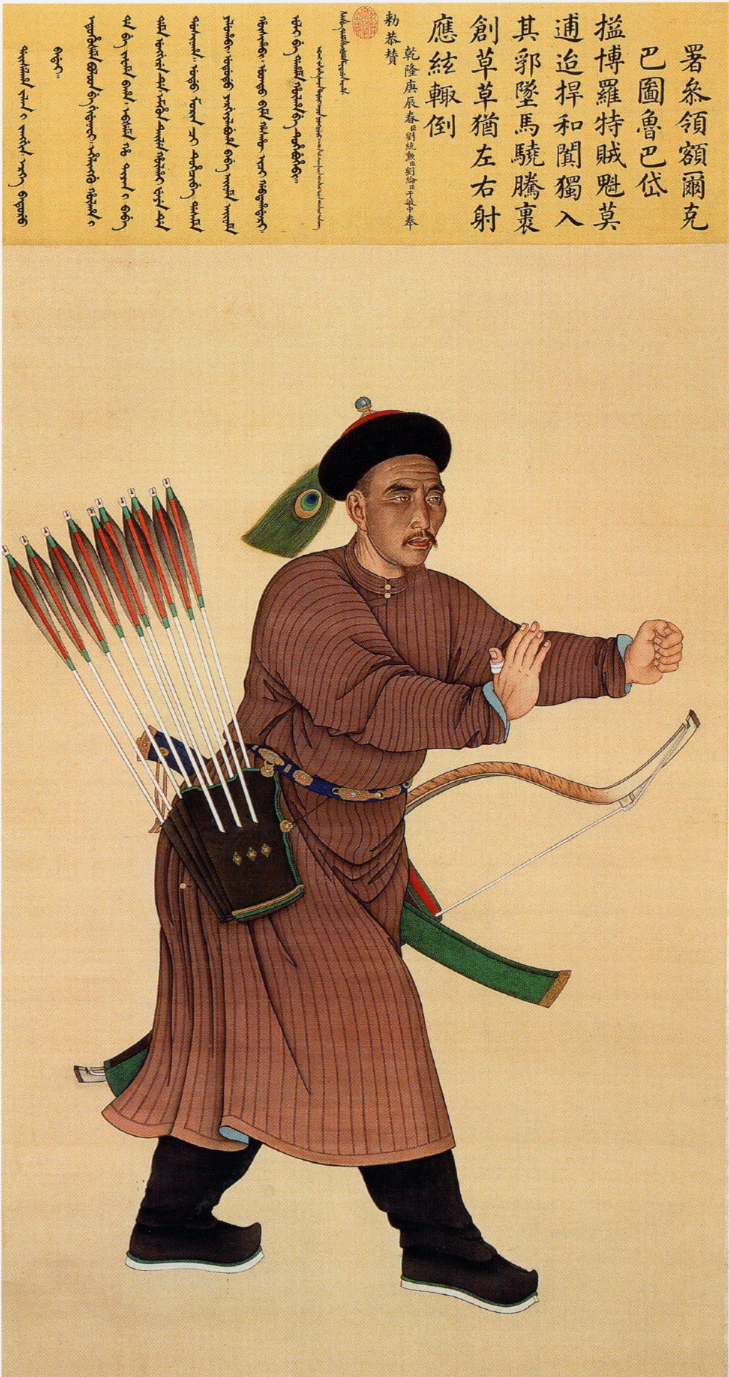
Peintres de cour et européens. Portrait de Baidai, officier méritant, 1761. Encre et couleurs sur soie. H. env. 155 cm.
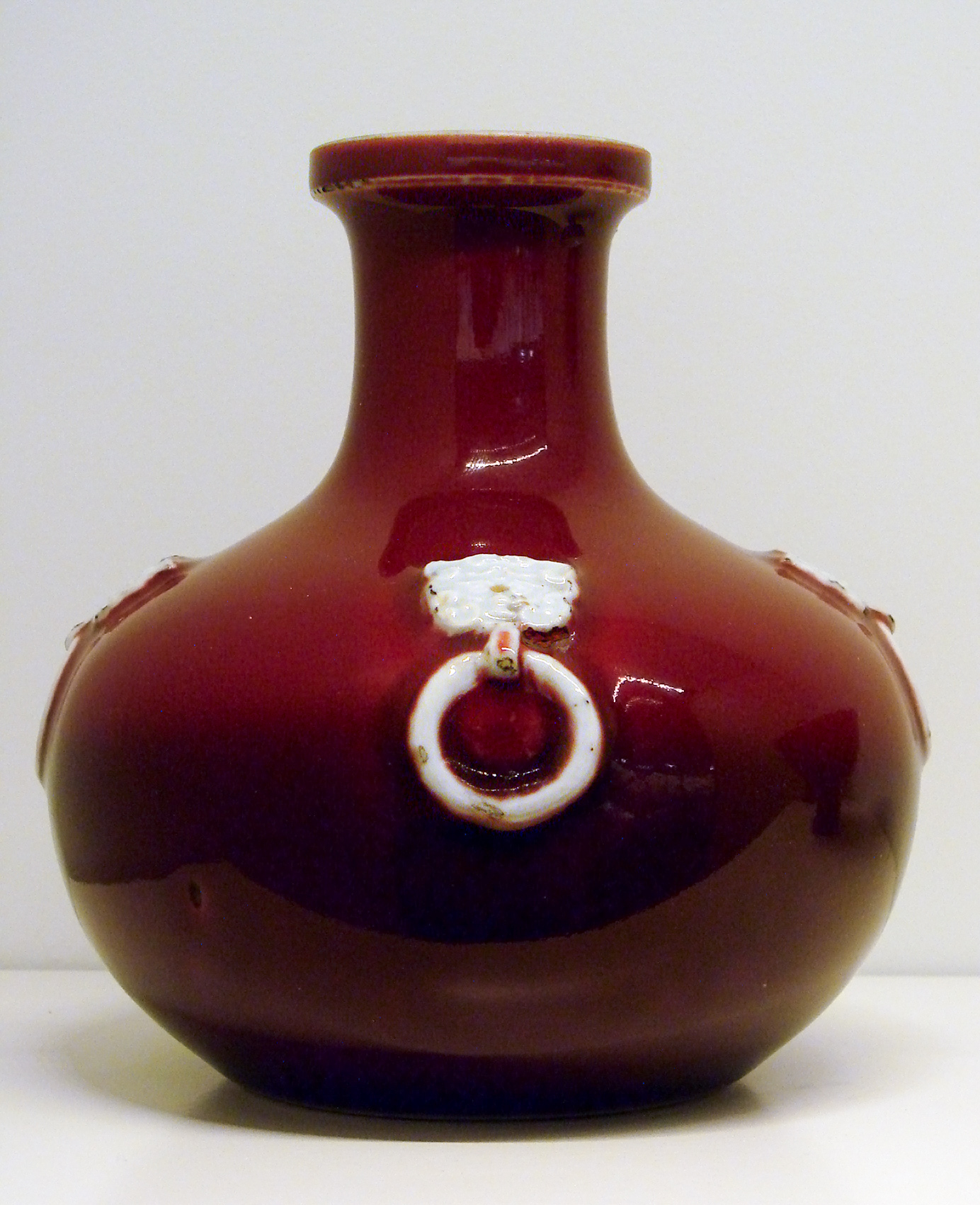
Bouteille, porcelaine à couverte monochrome rouge de cuivre sous couverte. v. 1650-1700. H. 16 cm. Musée Guimet
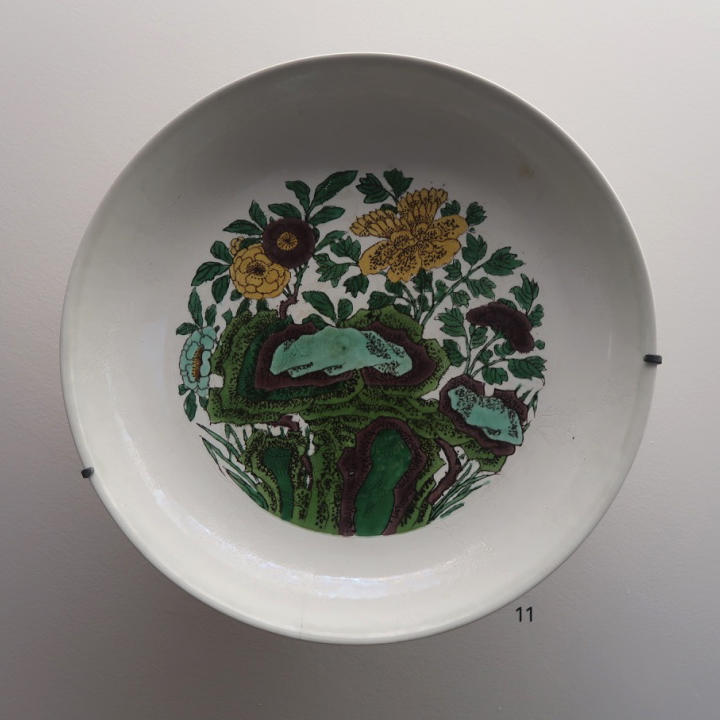
Plat à décor de fruits, fleurs, dragons et nuages. Porcelaine « Famille verte » sur biscuit "à secret"[N 4] Règne Kangxi (1662-1722). Musée Guimet

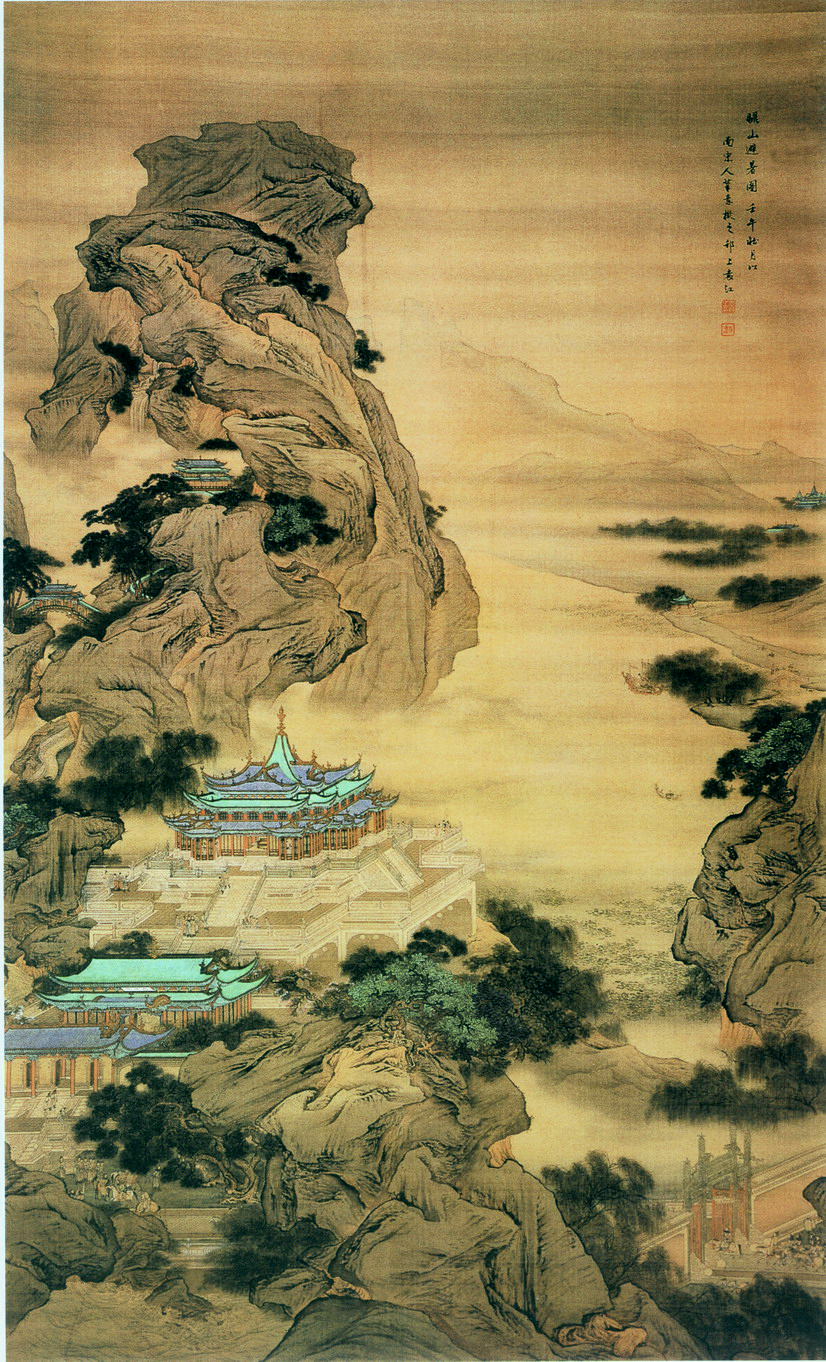
Au mont Li pour fuir la chaleur. Yuan Jiang, 1702. Encre et couleurs sur soie, 216.7 x 42.4 cm. Musée de la capitale, Beijing
Peintres de cour, 1736. Tout au long de la rivière, à la fête de Qingming. Rouleau portatif, couleurs sur soie, 35,6 × 1 152,8 cm. Musée national du Palais[23]
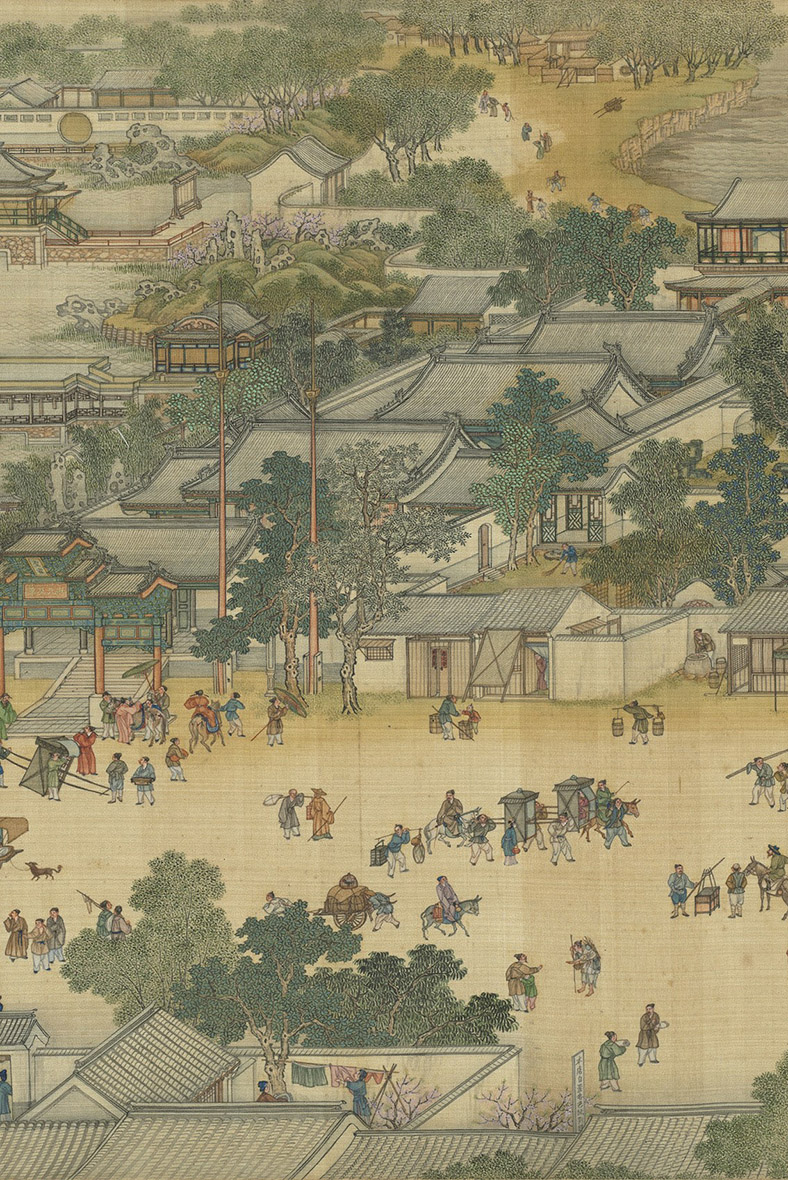
idem, détail H. 35,6 cm
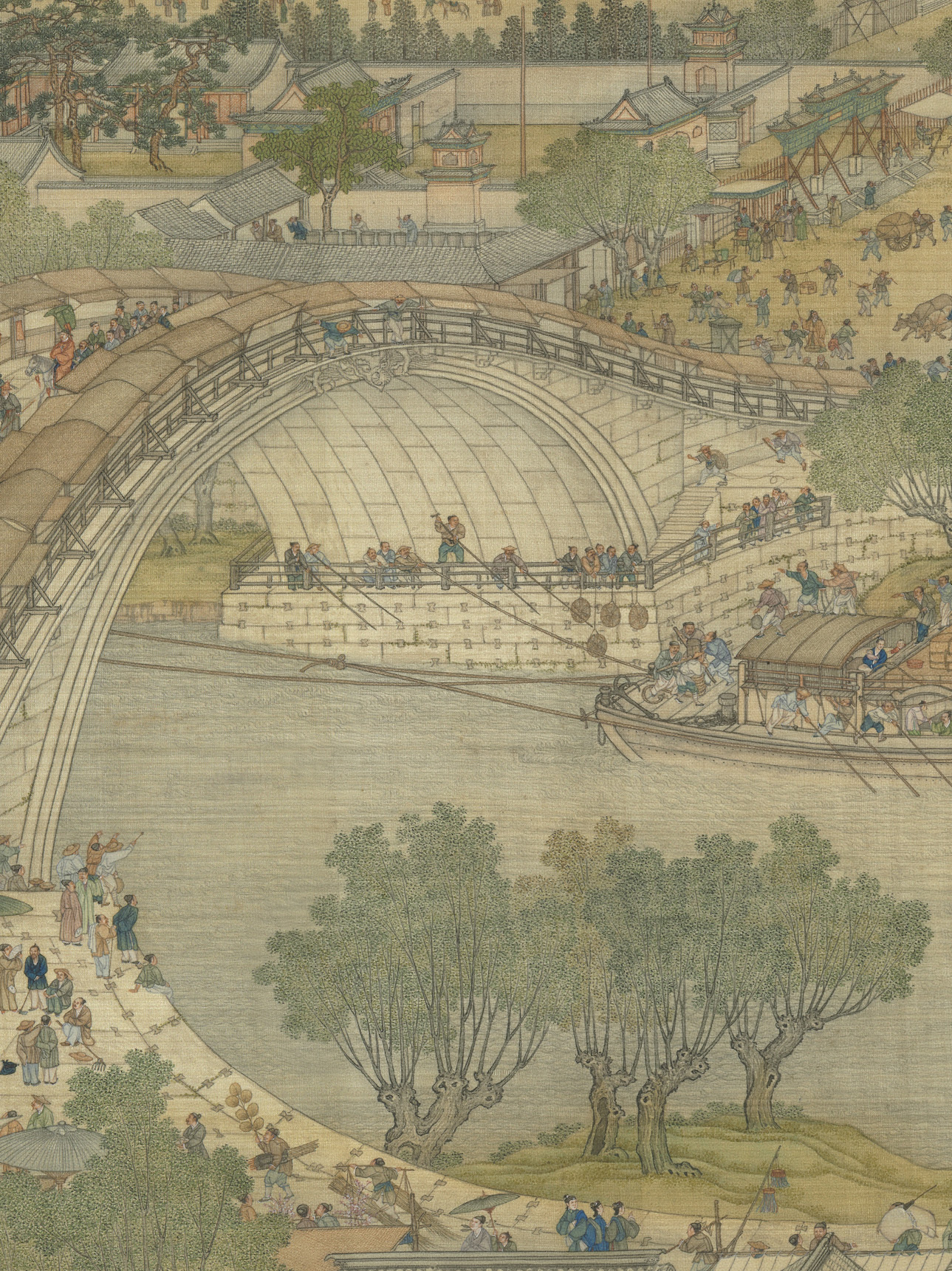
idem, détail H. 30 cm environ
Xu Yang (1712-1779). La riche ville de Suzhou[24], 1759. Rouleau portatif, couleurs sur soie, 39 × 1 241 cm. Musée provincial du Liaoning
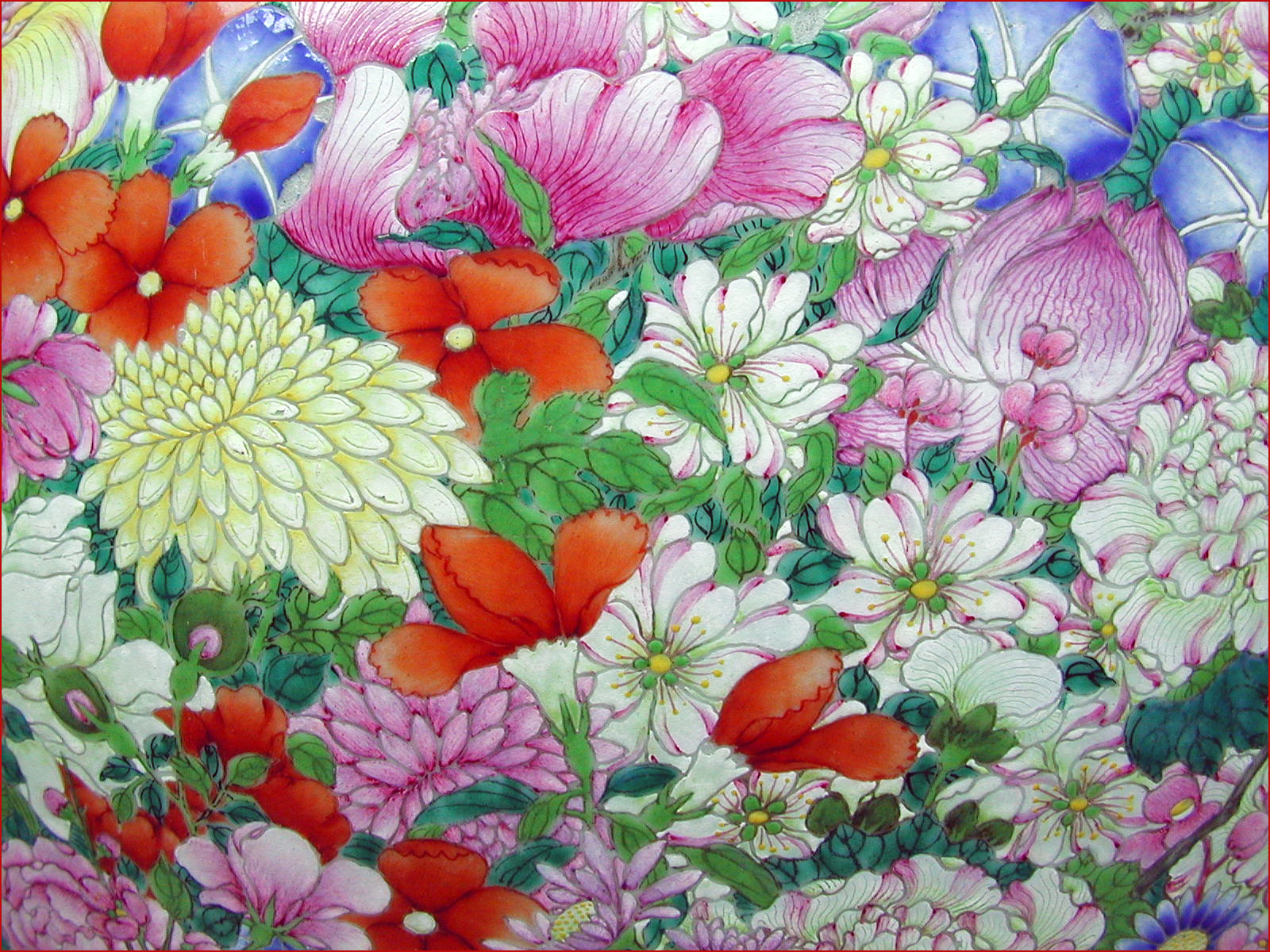
Vase "mille fleurs", Jingdezhen. Fin période Qianlong (1736-1795). Porcelaine, émaux polychromes « Famille rose ». Musée Guimet

La peinture s'effectue aussi sur la céramique. Il est donc possible de mentionner la floraison de créations, aux très riches effets de couleurs, dans le domaine de la céramique Qing : les traditionnels bleu et blanc souvent avec des décors archaïsants, mais surtout les susancai (« trois couleurs unies »), wucai (« cinq couleurs »  ou « Famille verte »), doucai (« couleurs liées »), ruancai (couleurs douces), comprenant les falangcai (couleurs émaillées), les fencai (« couleurs poudreuses »), les yangcai (« couleurs occidentales », que nous connaissons sous le nom de « Famille rose »), et aussi les glaçures monochromes : « sang de bœuf », « jaune impérial », « rouge occidental » (yanghong), et même « noir miroir » ou « blanc de Chine ».

### Sélection
- Peintre de figures : Yu Zhiding (en) (v.1647-1709)[25]
- Le style méticuleux, tradition académique du détail, et les peintres de cour : Li Yin (1610 ou 1616-1685), Yuan Jiang (1690-1724)[26], Yuan Yao (?-?)
- Un peintre professionnel lettré : Hua Yan (1682-1756)
- Un peintre de fleurs et oiseaux : Shen Quan (?-?)

## Individualistes et excentriques au début de la dynastie
Dans un mouvement divergent du style méticuleux, mais par contre, s'appuyant sur les mêmes fondements que les « quatre Wang », la peinture lettrée, quatre moines peintres restés délibérément hors des sentiers officiels se manifestent dès la fin du XVIIe et au XVIIIe siècle. Ils vont bien au-delà du non-conformisme traditionnellement nécessaire à une conduite élégamment et savamment lettrée. Cette fois, c'est une forte indépendance d'esprit qui caractérise cette génération de peintres dits « excentriques », dont les plus célèbres : les moines Zhu Da (moine Badashanren) (1625-1705) et Shitao (moine Citrouille-amère) (1642- vers 1707). On les regroupe souvent sous le nom d'« école de Yangzhou » (Jiangsu) avec Li Shan.
Gong Xian (v. 1599-1699), du groupe des 8 maîtres de Jinling (Nanjing), doit vivre retiré, dans la pauvreté, après la chute des Ming. Il donne à ses paysages un caractère désolé, afin de marquer qu'il désapprouve son époque. Sa pratique très originale de l'encre et du lavis tiens largement à son travail par couches superposées et au moyen d'une accumulation de points, d'un noir plus ou moins dense qui lui permettent de manifester de puissants effets atmosphériques, lumière et ombre, mais aussi brumes, fumées, vapeurs et rayons de soleil sur la neige. Le naturalisme dont il fait preuve est transfiguré par sa technique singulière, qui va de nuances claires dans ses premières peintures, jusqu'à un style sombre, voire ténébreux, ensuite. C'est ce qui fait de lui un maître pour les générations suivantes.
Shitao est familier des artistes qui l'ont précédé, en particulier les « quatre maîtres de la fin des Yuan » : Huang Gongwang (1269-1358), Wu Zhen (1280-1354), Ni Zan (1301-1375) et Wang Meng (1308-1385), mais aussi Xu Wei (1521-1593), évoqué au commencement de cet article. Shitao a aussi assimilé l'esprit de Dong Qichang, d'esprit normalisateur. Mais Dong Qichang donne aussi toute son importance à la personne, dans la création comme dans l'interprétation. C'est dans cette voie, toute personnelle, que Shitao renouvelle la composition, en imprimant, par exemple des contorsions étranges à ses montagnes, ou au cours d'une rivière, et à un chemin particulièrement tortueux, souligné de traits sombres. Autre singularité, il ne ménage pas ses traits et points, innombrables, en général d'une très grande densité et d'une tout aussi grande variété. Par ailleurs, il innove aussi en utilisant une feuille mouillée, sur laquelle il peut jouer avec les nuances produites par les variations dans le degré d'absorption de l'encre par le papier humide. Ces procédés plongent ses paysages dans un univers étrange, comme dans un rêve.
Zhu Da. La structure tout à fait exceptionnelle à cette époque, et inégalée ensuite, des premières peintures de Badashanren tient du décentrement de l'objet représenté, rejeté vers les marges, voire en dehors, tandis que le vide, les espaces blancs participent grandement à l'équilibre des compositions. Son écriture picturale va investir, ensuite, de grands formats avec de plus fortes schématisations, un pinceau « déchainé » et au tracé en cursive extrême (dite d'« herbes folles », kuangcao). Son impact sur les générations qui suivent, et jusqu'en plein XXIe siècle, est considérable.
Au tournant du XVIIIe siècle la manière de peindre, rapide et apparemment spontanée de cette « école de Yangzhou » est identifiée à une qualité supérieure parce qu'apparentée à la peinture de lettrés d'inspiration  chan (ou, plus simplement, d'inspiration philosophique) des XIIe – XVIe siècle: Liang Kai, Muqi, Wu Zhen, Zhu Derun, Ni Zan, Shen Zhou ou Xu Wei.
Ces peintres « excentriques » et ceux qui les ont suivis, ainsi que les peintres d'inspiration chan antérieurs ont servi de références aux artistes modernes occidentaux, tout particulièrement aux surréalistes (André Masson, peut-être le plus concerné) et à l'Expressionnisme abstrait de l'École de New York (Mark Tobey, Robert Motherwell…) mais aussi à une foule d'artistes comme Hans Hartung ou Jean Degottex.

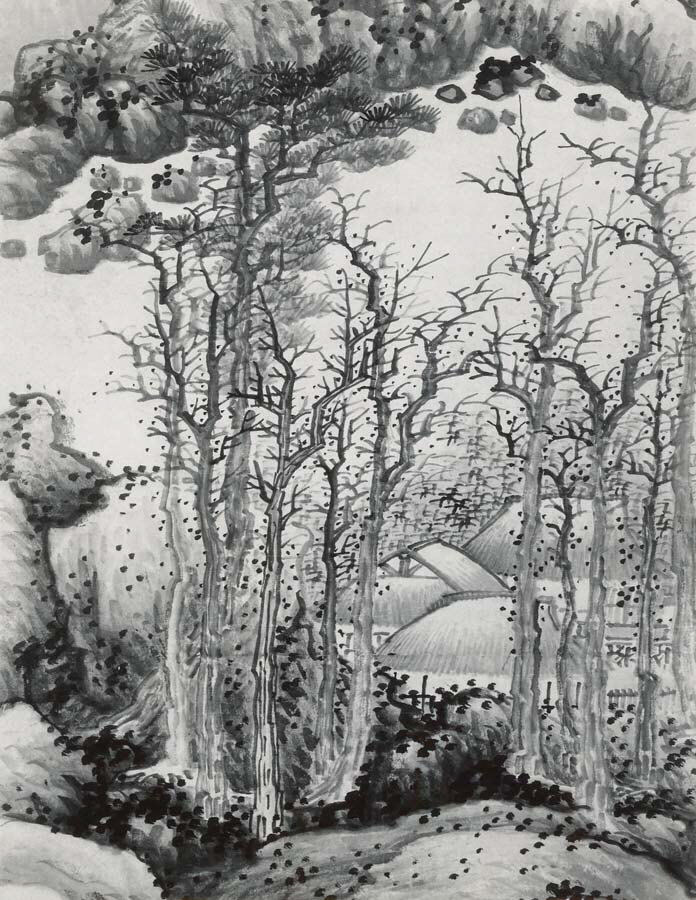
Gong Xian. Détail de Montagnes hivernales. Rouleau suspendu, encre sur papier, v. 1679–89. Metropolitan Museum of Art
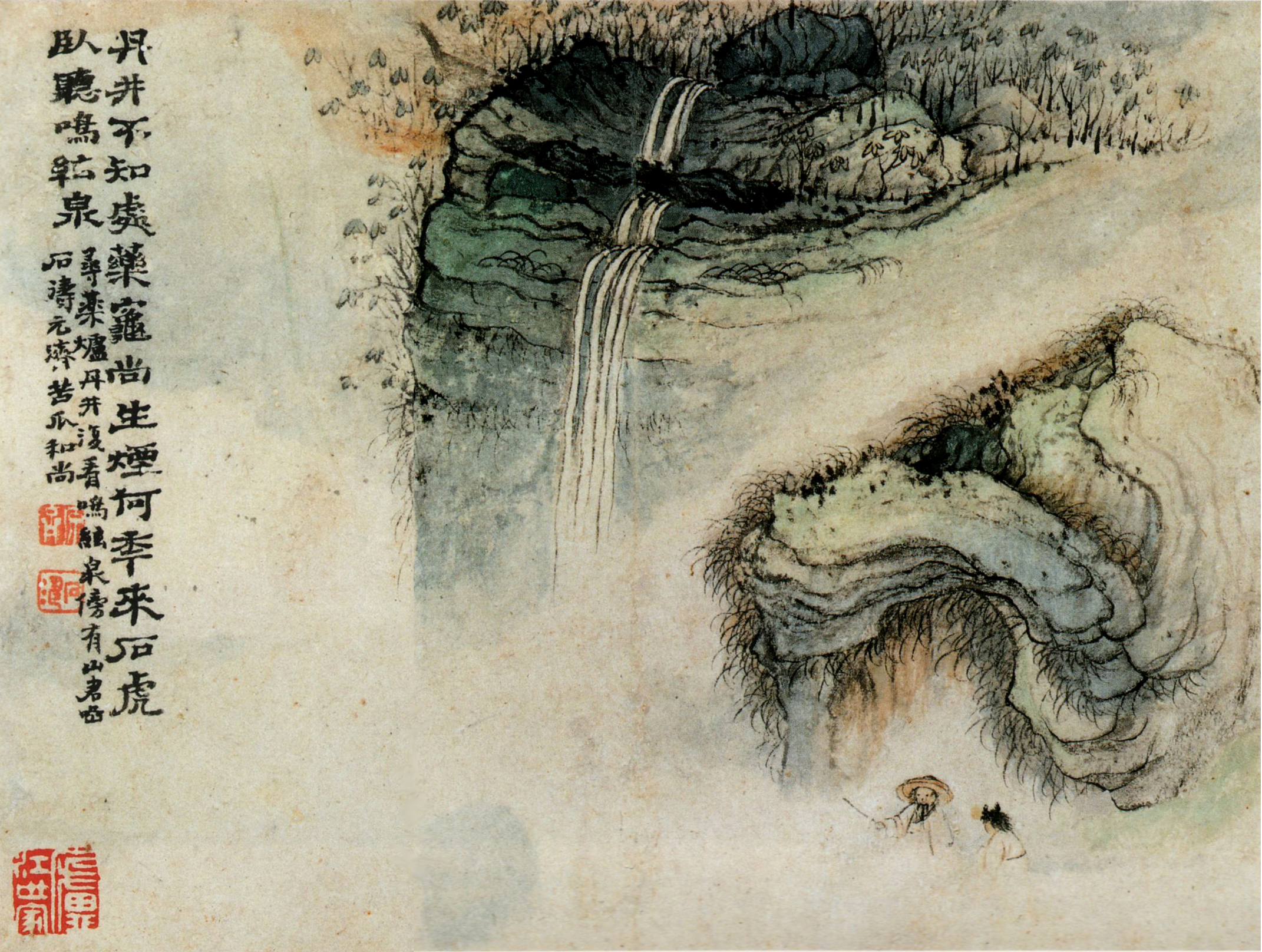
Shitao. La Cascade de Mingxianquan et le mont Hutouyan Rouleau vertical, encre, couleurs, papier, 20 x 26 cm
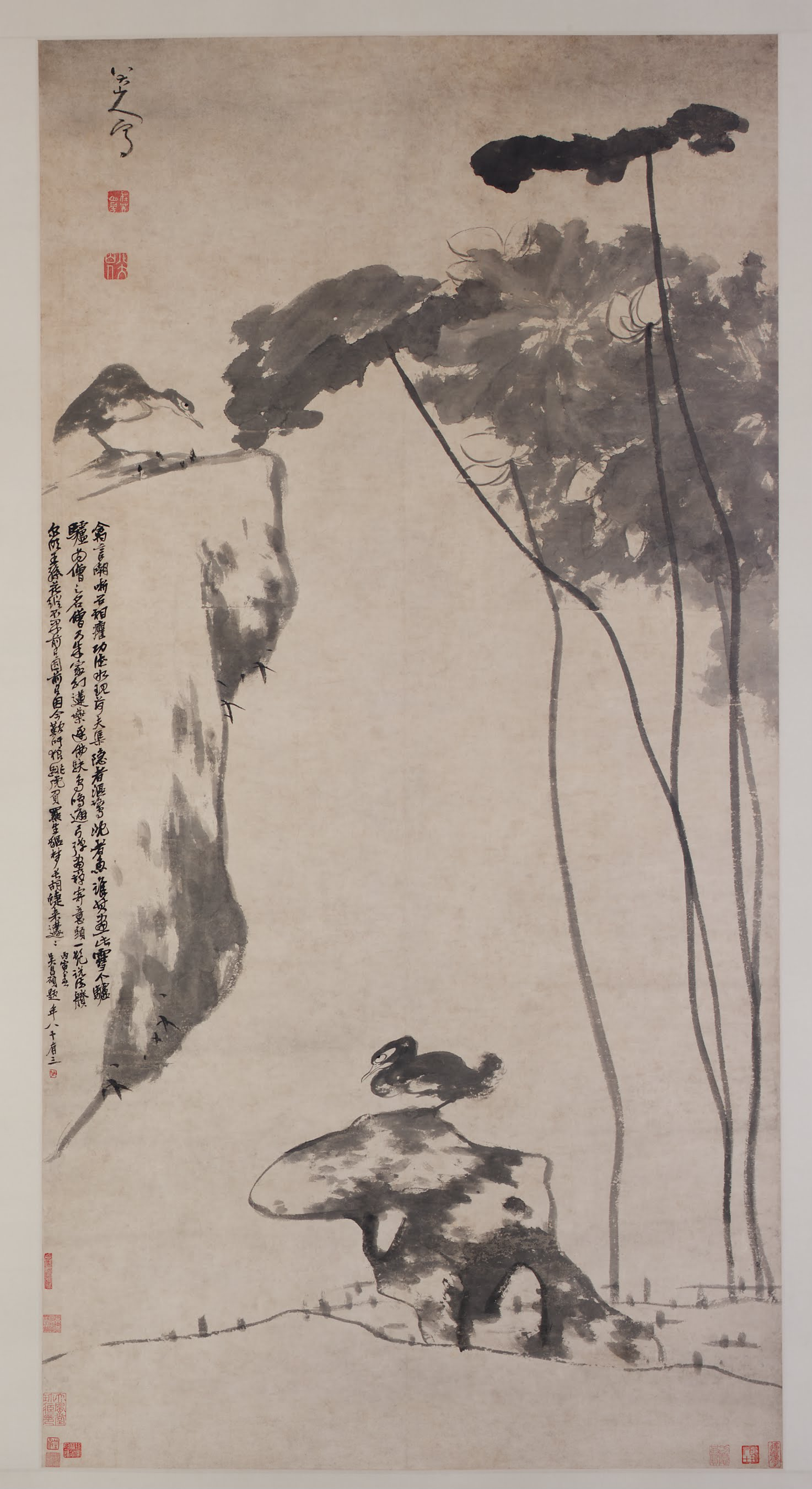
Zhu Da. Peinture de lotus, v. 1696, rouleau vertical, encre sur papier, H. 185 cm
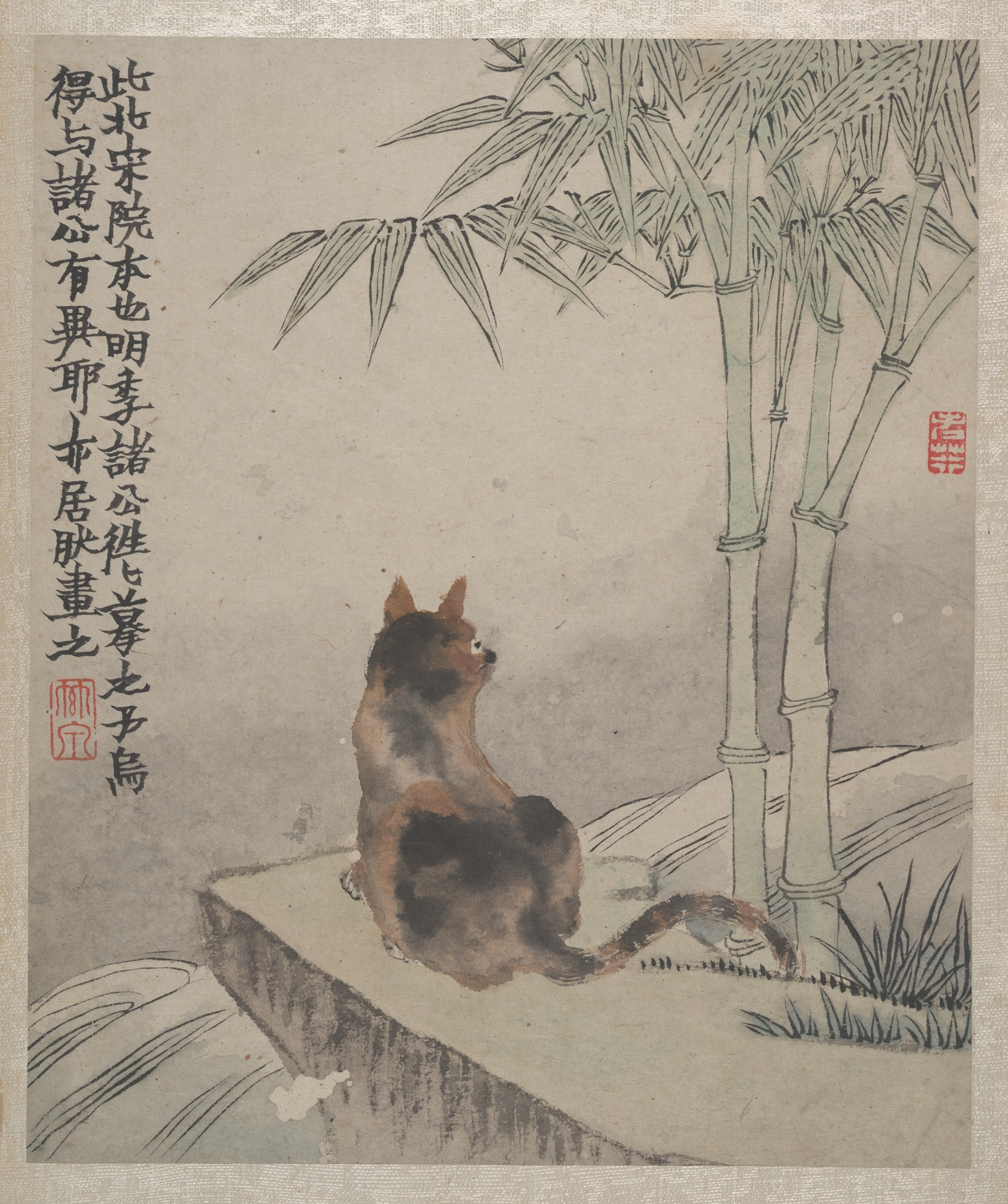
Jin Nong. Feuille d'album de 12 feuilles, 1754. Encre et couleurs sur papier, 28.6 x 23.8 cm. The Met, NY
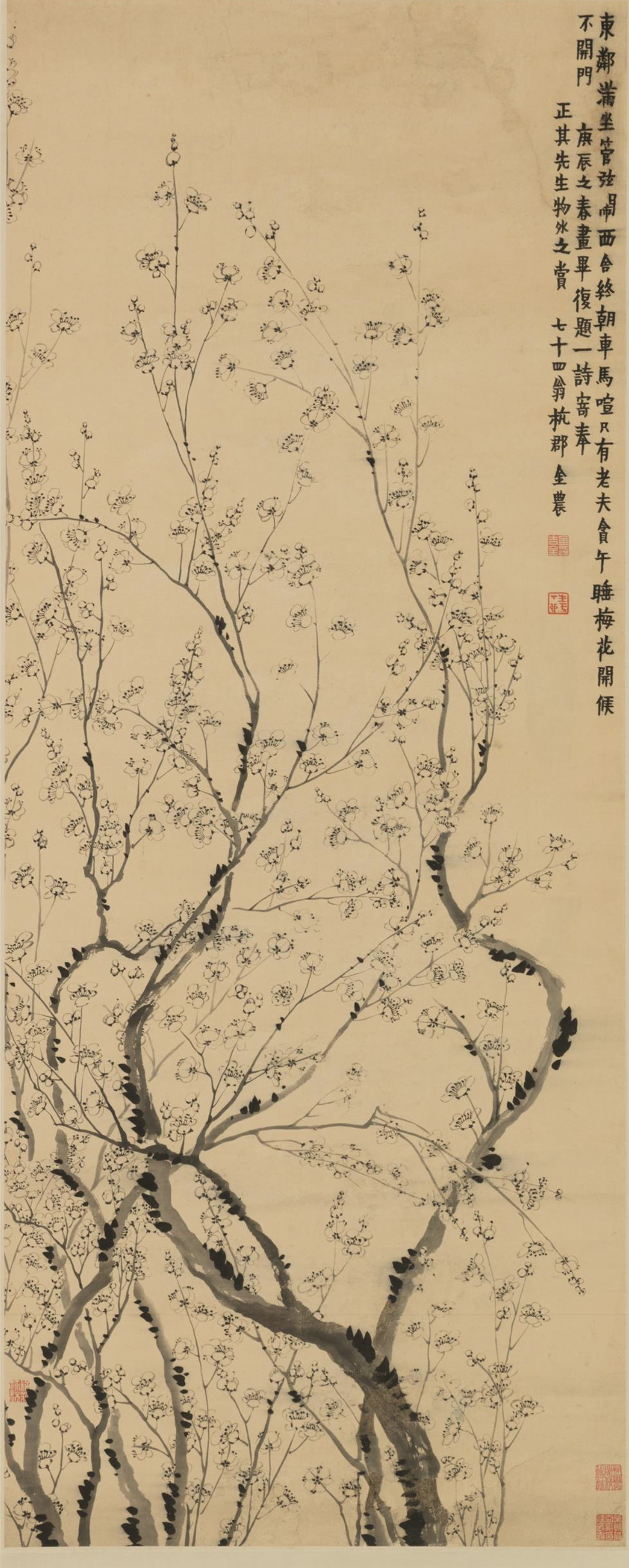
Jin Nong (1687-1763). Prunier en fleurs. Encre sur papier. Musée d'art de Tianjin

### Sélection
- Les Quatre Grands Moines Peintres : Hongren (1610-v.1663), Kuncan (1612-v.1671), Zhu Da (Badashanren) (1625-1705)[33], Shitao (1641-v.1720)[34],[35]

## Divers mouvements de tradition lettrée, novateurs, en fin de période
Ivan Kamenarović a su montrer que la fin des Ming, par l'arrivée violente des Qing au pouvoir, a très nettement infléchi le monde des lettrés et de leurs valeurs. En effet, si auparavant la règle, à laquelle on ne dérogeait qu'exceptionnellement, était d'échanger des peintures et non de les vendre, les pratiques ont tendance à s'inverser à partir de ce moment où de nombreux peintres reconnus sous les Ming se retirent, comme Gong Xian, par opposition au nouveau régime, et se retrouvent donc sans ressources. La question se pose alors pour eux, de faire de leurs peintures un moyen de subsistance. Dans le même temps la demande se fait pressante, de la part de mandarins et de marchands enrichis avides de se procurer des œuvres de qualité. Ce qu'acceptent Gong Xian et bien d'autres. Ivan Kamenarović évoque Shitao, mais aussi Zhu Da dans un commerce indirect, non humiliant. Par ailleurs, les lettrés se sont retrouvés sans autre moyen de survivre non seulement par opposition politique mais aussi en raison de l'afflux de jeunes diplômés, dans un État en paix et disposant d'un système de formation des élites performant. Les nouveaux diplômés se retrouvant sans emploi, car le nombre de postes disponibles n'était pas extensible dans de telles proportions, se tournaient vers la peinture, les sceaux, les pierres à encre, et tout ce qui n'était pas trop humiliant pour gagner leur vie.

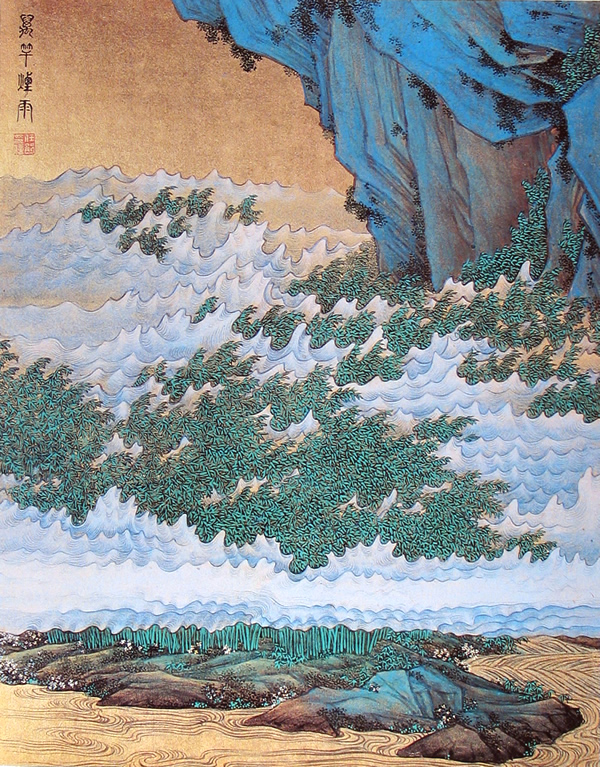
Ren Xiong, vers 1850. Quatrième feuille de Cent mille scènes. Papier, poudre d'or et couleurs. H. 26,3 cm ; L. 20,5 cm.
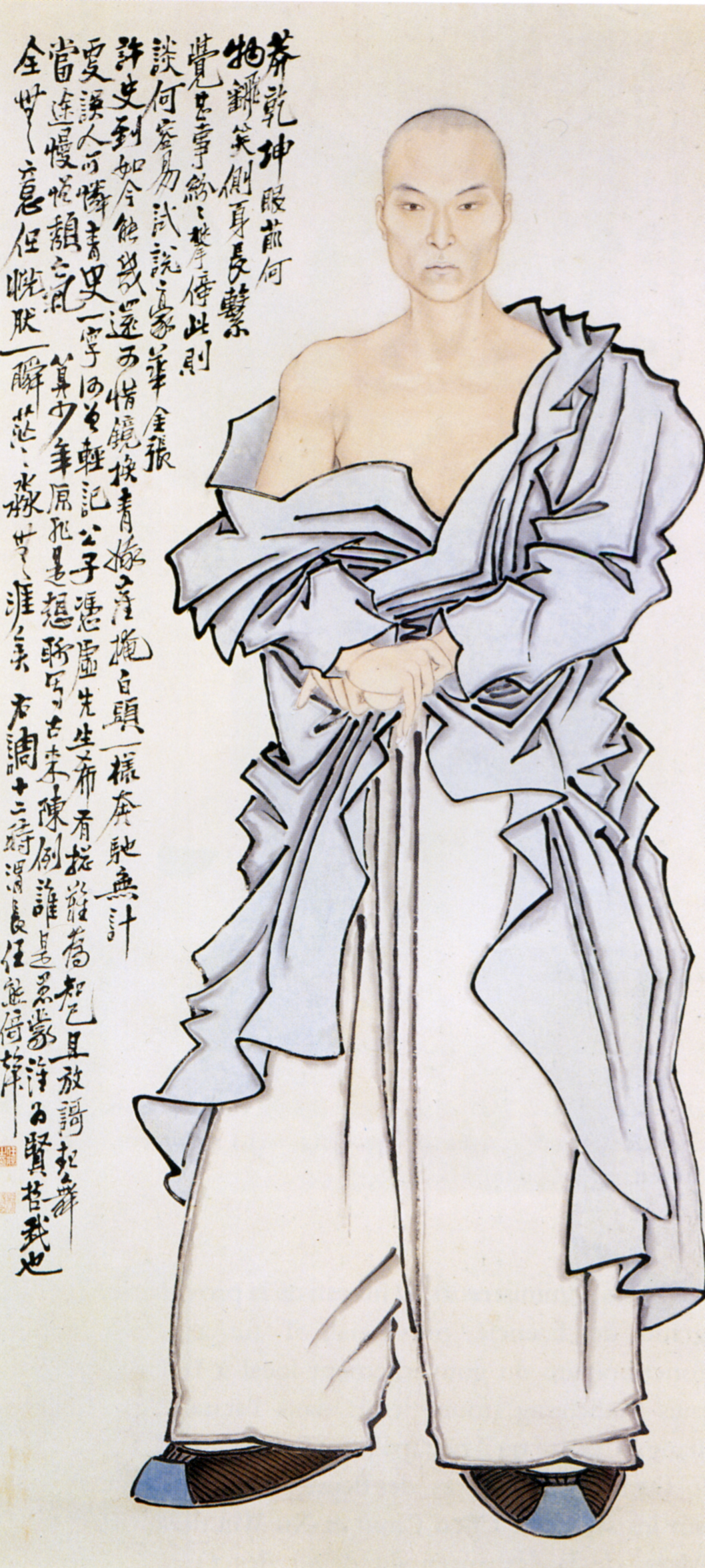
Ren Xiong. Autoportrait. Rouleau mural, encre et couleurs sur papier, H. 177,5 cm. Musée du Palais impérial, Beijing
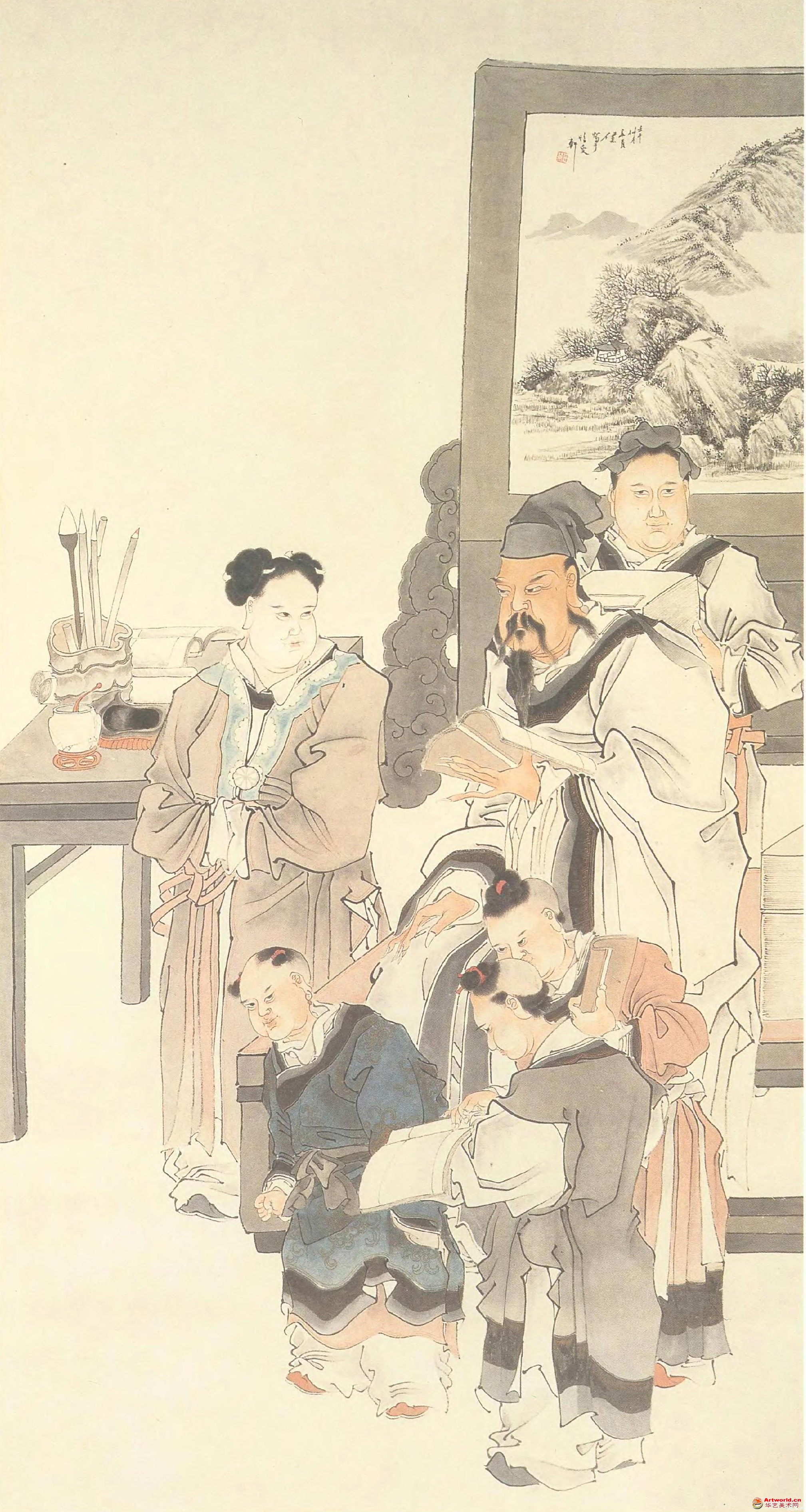
Ren Xun. Dou Yanshan enseignant ses fils[N 11]. Rouleau vertical, encre et couleurs sur papier
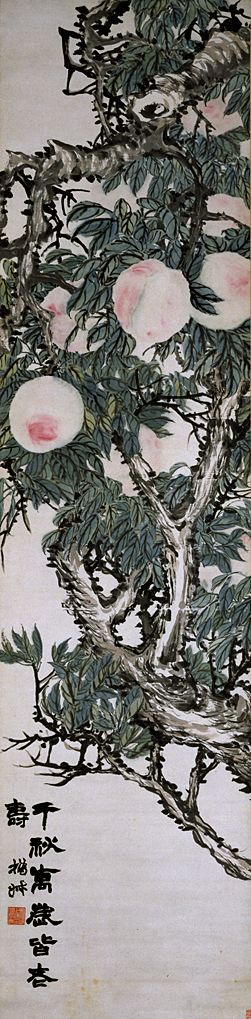
Zhao Zhiqian (1829-1884). D'une série de quatre : Plantes en fleurs, 1870. Encre et couleurs sur papier. Musée national de Tokyo
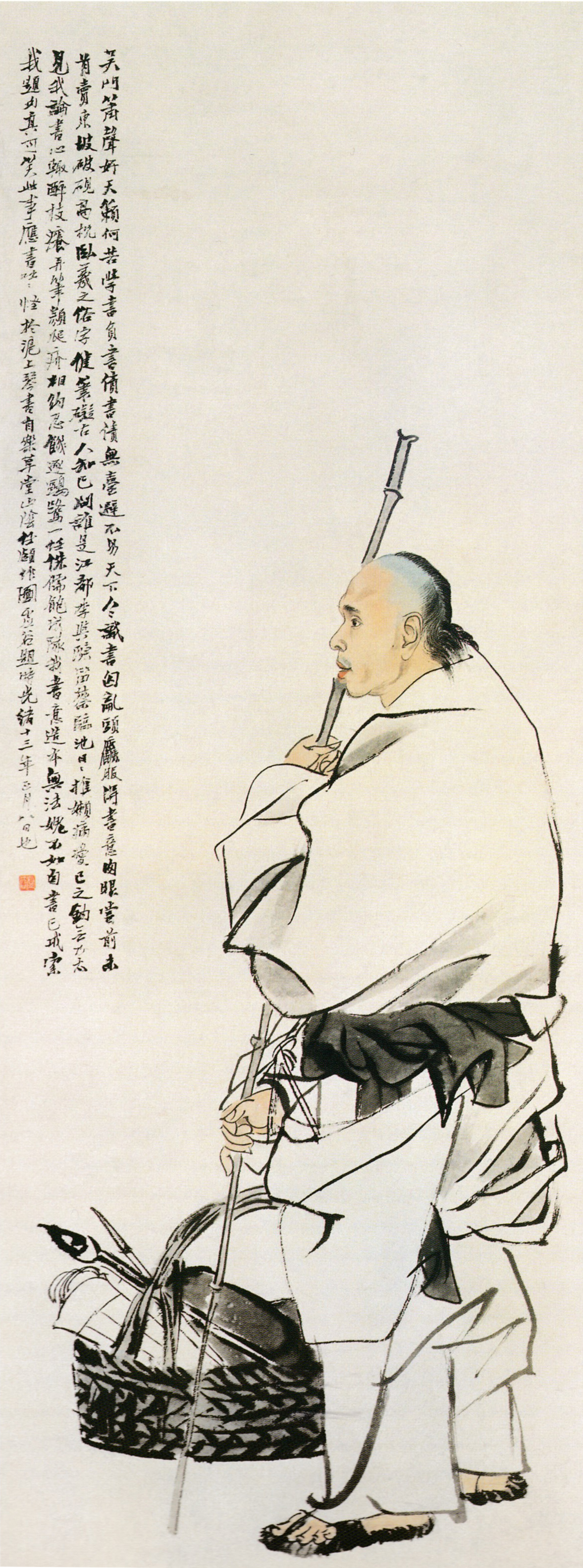
Ren Bonian. Portrait du préfet Gao Yong en mendiant-calligraphe, 1887. Encre et couleurs sur soie, H. 130,9 cm. Musée de Shanghai
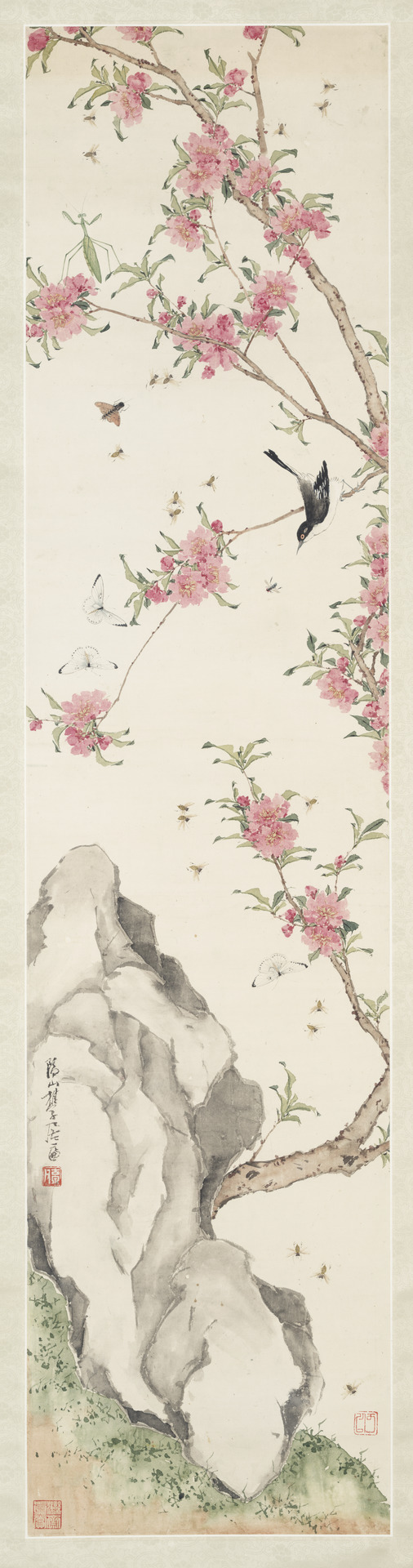
Ju Lian (en) (1824-1904). Oiseau, insectes et pêcher en fleurs, fin 19e déb 20e s. Papier, H. 129 cm. Yale University Art Gallery
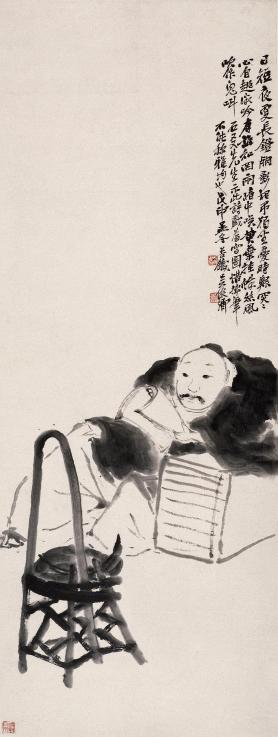
Wu Changshuo (1844-1927). La lecture à la lampe à huile, 1908. Encre sur papier, H. 106 cm

La première vague excentriques influence, tour à tour, les Huit excentriques de Yangzhou, au XVIIIe, dont Jin Nong (1687–1764) et Gao Xiang (1688–1753), puis les peintres de l'école de Shanghai, au XIXe: dont Ren Xiong (1823-1857), Xu Gu (vers 1824-1896) et Ren Bonian (ou Rèn Yí) (1840-1896), peintre professionnel, et, plus tard, Wu Changshuo (1844-1927), à la fin de la dynastie. La représentation expressive des peintres de Yangzhou aura exercé une influence décisive sur les peintres shanghaïens, pour l'essentiel une peinture expressive de fleurs et oiseaux. Tous sont d'autant plus décidés à affirmer une forme d'individualisme, de révolte et de désespoir quand se répandent, sous les Qing, des cahiers de modèles imprimés, qui répertorient en les banalisant tous les procédés des peintres anciens ; ruinant ainsi les plus hautes valeurs de la Chine dans un monde qui s'effondre, sous le coup des crises et avec l'occupation étrangère. Le savoir-faire de Ju Lian (1828-1904), qui donne une nouvelle vie aux styles anciens dont ceux de Yun Shouping et de Zhu Da, est transmis à une génération de jeunes peintres qui feront franchir à la peinture chinoise sa première révolution moderne : l'école de Lingnan. À 27 ans, Gao Jianfu (en) (1879-1951) s'engage totalement dans le mouvement révolutionnaire Tongmenghui de 1906 à 1911, avec la révolution chinoise de 1911. Il multiplie les innovations expérimentales depuis le savoir qui lui a été transmis et en s'inspirant, temporairement, de modèles japonais. Il s'agit, d'ailleurs, en 1911, d'une référence au style morotai de Yokoyama Taikan (1868-1958) et Hishida Shunsō (1874-1911), lui-même synthèse entre peinture japonaise et peinture occidentale, où le trait est évacué au profit d'effets atmosphériques. Gao Jianfu restera la figure centrale de l'école de Lingnan.

### Sélection
- L'École de Jingjiang (Zhenjiang) : dont Zhang Yin (1761-1829) , héritiers des Huit Maîtres de Jinling
- L'École de Shanghai : Xugu (1824-1896), Ren Xiong (1823-1857)[40], Ren Xun (1835-1893), Ren Yu (1853-1901), Ren Bonian [Ren Yi] (1840-1896)[41], Zhao Zhiqian (1829-1884)
- L'école de Lingnan : Gao Jianfu (en) (1879-1951), Chen Shuren (en) (1884-1948) et Gao Qifeng (1889-1933)

## Peinture de professionnels et peinture d'exportation

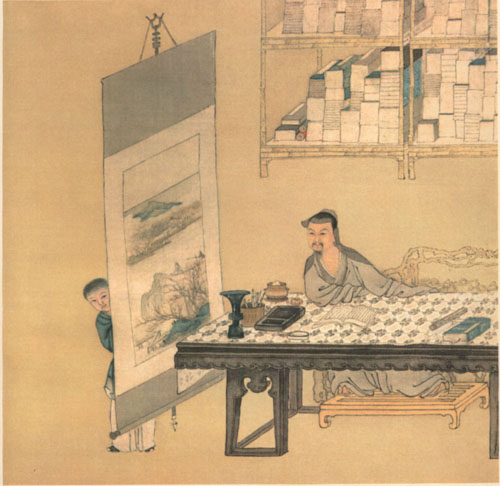
Lettré en train de lire et se faisant montrer, par son serviteur, un rouleau suspendu
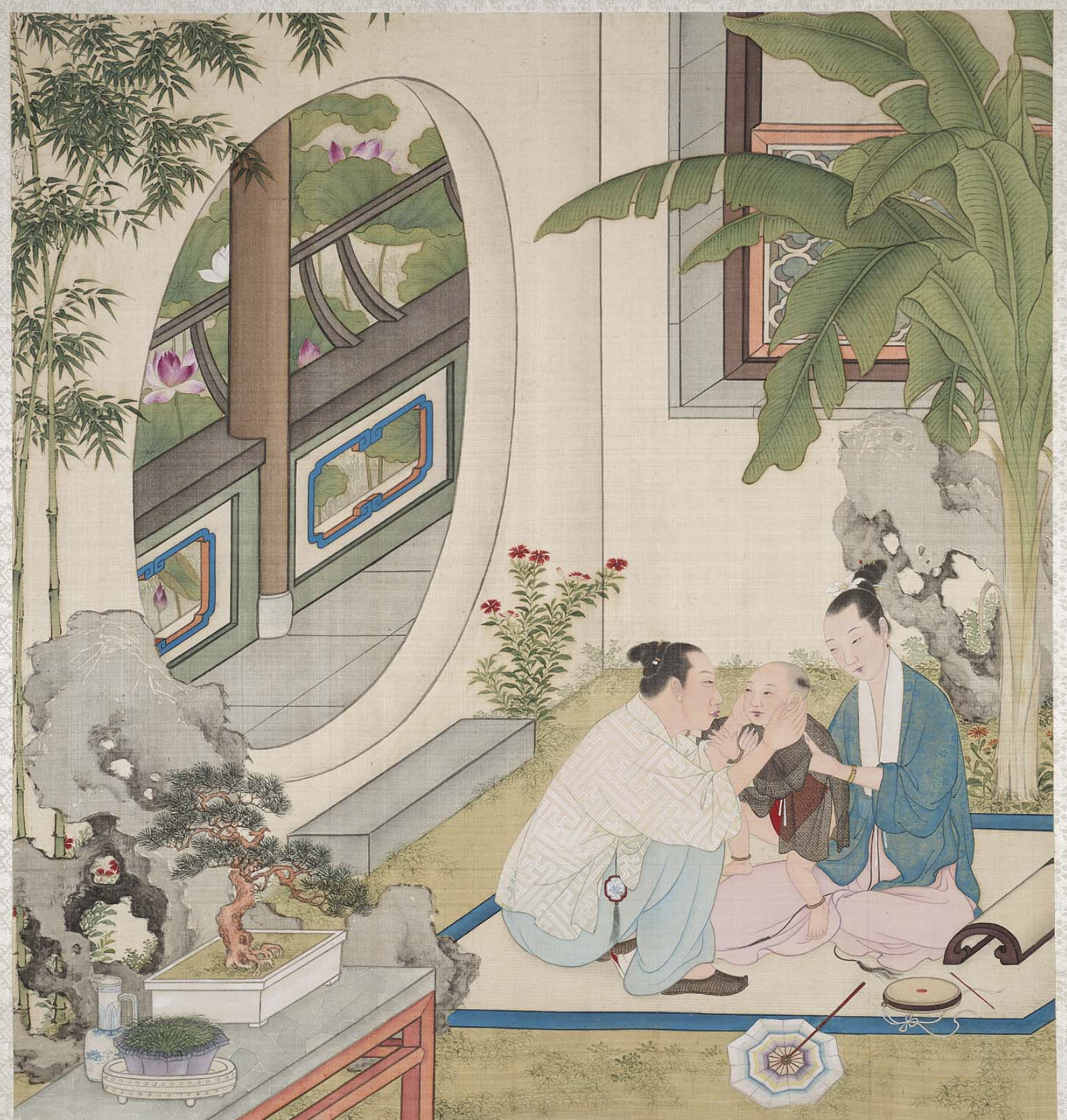
Scène domestique, riche famille dans un palais. Peintre de cour, v. 1775-1800. Feuille d'album sur soie, H. 40 cm. Boston
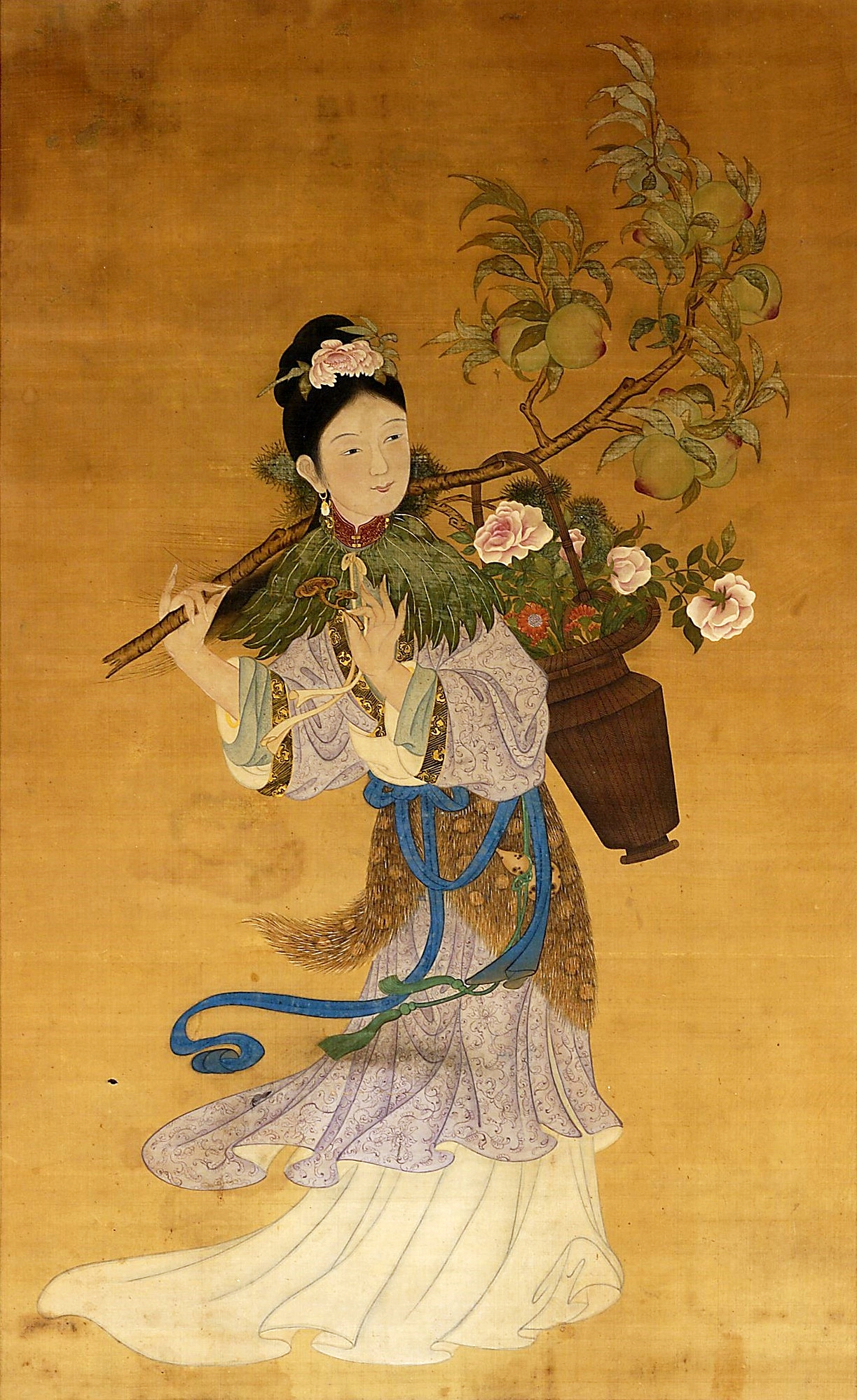
L'immortelle Magu (en), déesse de la longévité. 18e s. Peinture sur soie, H 142 cm. Musée national de Varsovie
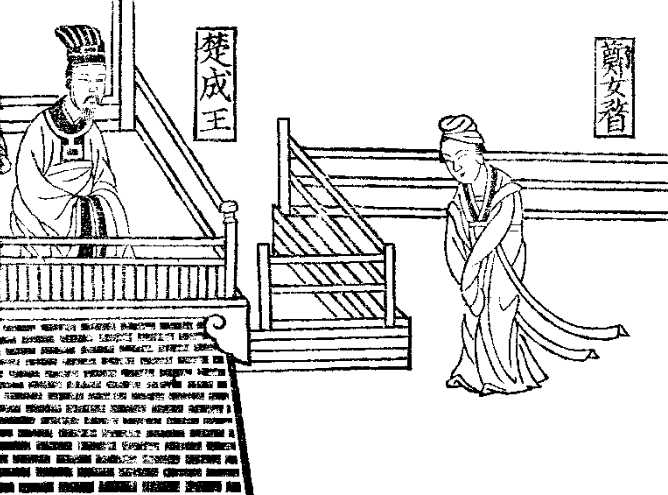
Zheng Mao 鄭瞀 et son époux, le roi Cheng de l'État de Chu. Illustration des Biographies de femmes exemplaires, éd. Ruan Fuying, Yangzhou 1825. Xylographie

### Vie quotidienne
L'imposante vue de Suzhou, qui n'a été vue que par quelques membres de l'élite, avait comme fonction de témoigner de la bonne gouvernance de l'empereur. À l'opposé, la peinture populaire, vernaculaire, a pu se tourner vers des sujets destinés au marché. Il faut savoir que de très nombreux peintres professionnels, parfois recrutés à l'Académie ou proches de cette Académie, ayant une vie soumise aux aléas, après leur séjour à la cour, pouvaient passer de la cour à la ville et devoir vivre de leurs peintures, éventuellement exploitées pour la gravure sur bois en tant qu'illustration.
La vie quotidienne apparait dans les peintures narratives illustrant des nouvelles ou des romans, ou, tout simplement, des scènes de la vie urbaine. Le répertoire de ces peintres concerne surtout la représentation de la famille, la fête du Nouvel an, les naissances, les mariages, la vie de famille et la vie du couple amoureux, voire, plus spécifiquement, la vie quotidienne des femmes, dans certains cas.

### Jolies femmes

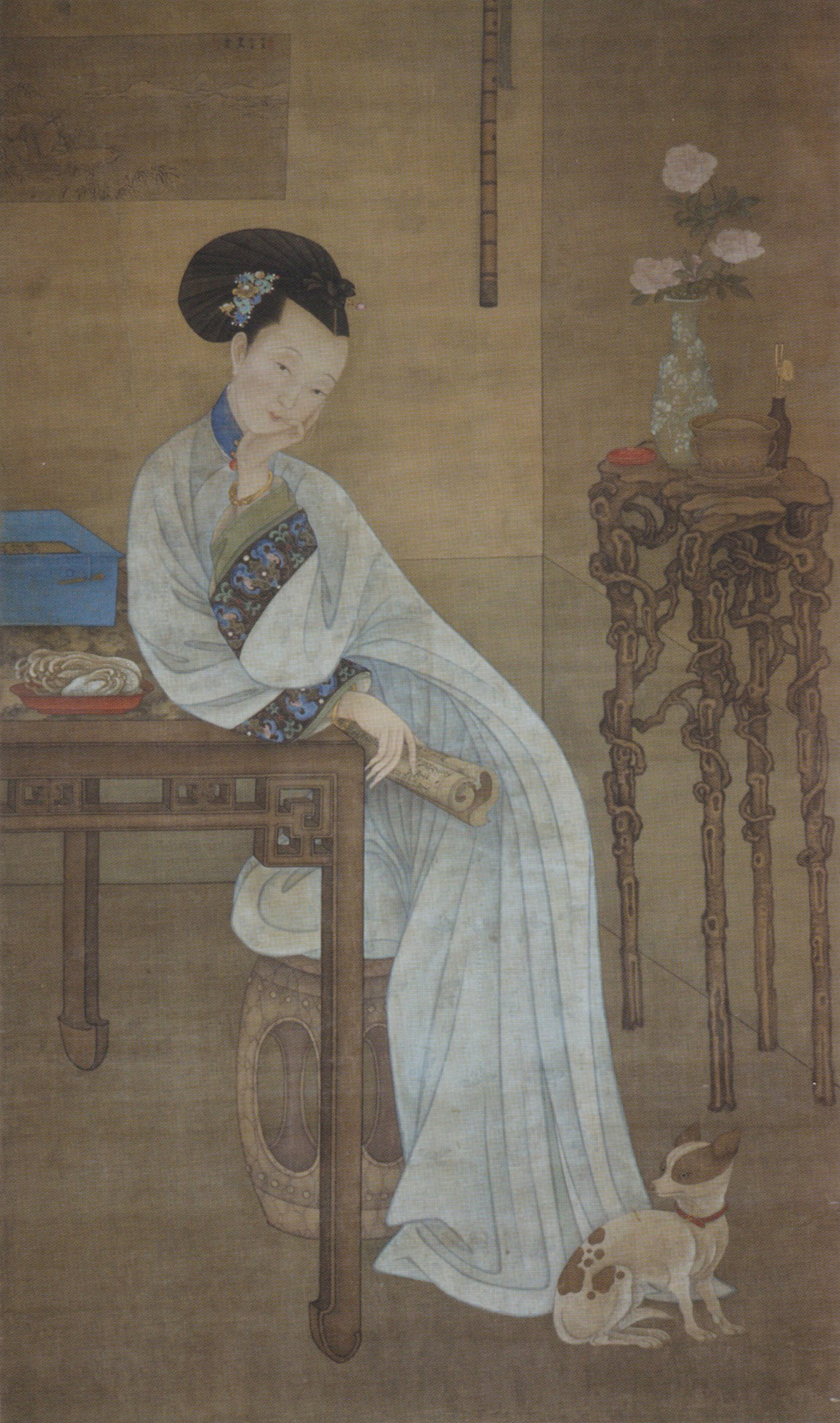
Leng Mei. Jolie femme dans un intérieur avec un chien. Daté 1724. Rouleau suspendu, encre et couleurs sur soie. 175 x 94 cm. Musée de Tianjin

L'autre marché c'est celui des peintures de jolies femmes, des courtisanes, les peintures meiren. Ces dernières, des rouleaux suspendus, semblent être destinés précisément à la chambre de la courtisane. L'un des meilleurs exemples de ce genre, peint par Leng Mei (v. 1660-1742 ou après) en 1724, permet d'en apprécier toute la subtilité. Il présente le portrait d'une jeune femme affectant une pose alanguie s'appuyant contre une table et une jambe repliée sur un tabouret. Une selette rustique présente de nombreuses blessures aux lèvres allongées, liées à la taille des branches. Au centre de la peinture la main très fine enserre délicatement un livre. Un détail significatif ne se révèle qu'à l'œil expert, car il s'agit d'un livre de poésie amoureuse au titre explicite : Quand approche minuit. D'autres détails, la flute suspendue, les fleurs d'hibiscus, le fruit « main de bouddha » dans la soucoupe, symboles du sexe féminin, précisent un univers de très grande sensualité. Cette tension est d'autant plus vive que tous les lieux de l'espace s'inscrivent sur la soie avec un extraordinaire illusionnisme pictural, et que le corps lui-même se déploie à l'échelle réelle, sur les 1,75 m de la peinture. Leng Mei utilise d'ailleurs les nouveaux moyens offerts par les techniques chinoises, léger modelé par une lumière douce et perspective cavalière, afin de composer cet espace saturé de sensualité, inscrit dans le prolongement direct de l'espace du spectateur, et comme lui étant ouvert.
Depuis peu une étude méthodique de la peinture de professionnels, qui a été toujours très populaire en Chine, est rendue possible dans une perspective attentive aux valeurs humaines qu'elle transmet et aux informations subtiles sur la société, la vie quotidienne et le rôle de la femme dans la société chinoise qu'on y trouve. La peinture de professionnels, héritière du style de l'Académie commence ainsi à être étudiée, cataloguée, restaurée et documentée.

### Érotiques
- Une tradition et sa disparition

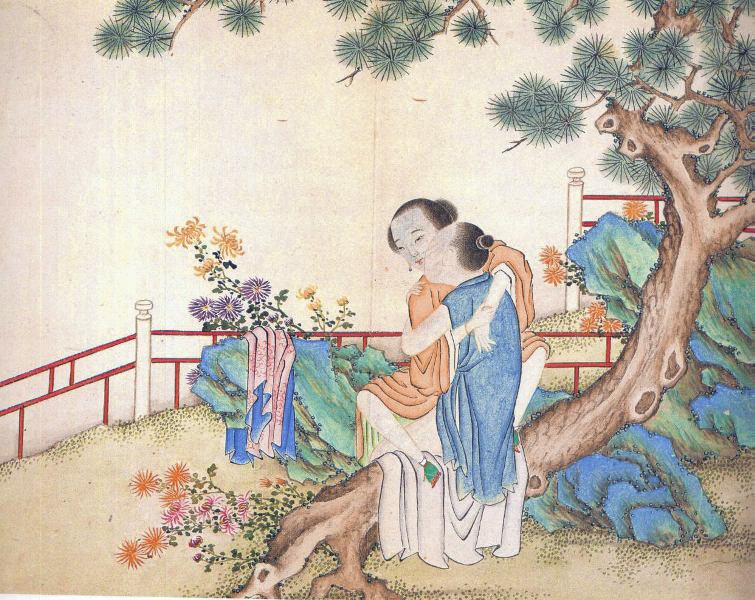
Scène tirée d'un roman écrit dans la première moitié du XVIIe siècle. Couleurs sur papier. Probablement, atelier de Suzhou, fin 18e

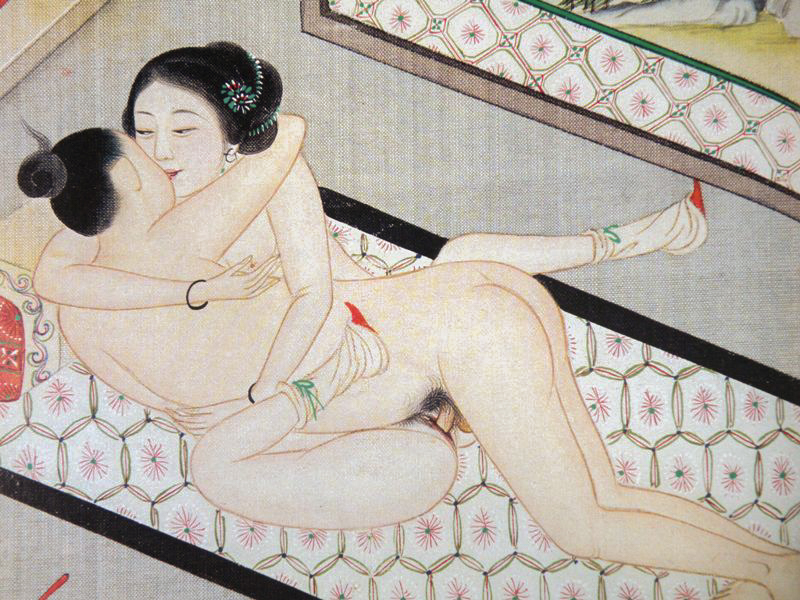
Feuille d'un album réalisé à plusieurs mains dans un style unique

La multiplication de ces images accompagne une tradition qui connut son apogée au XVIIe siècle, à la fin de la dynastie Ming, dans le contexte d'une intense production de romans érotiques ayant des gravures sur bois comme illustrations. Les modèles de scènes peintes érotiques créés sous les Ming ont été reproduites ensuite jusqu'au début du XXe siècle sous forme de gravures sur bois. On trouve, depuis, les peintures érotiques sur des rouleaux portatifs (que l'on déroule et enroule entre les mains) et sur des cahiers, en général de 12 feuilles. Ces deux formats, qui peuvent être discrets se distinguent des rouleaux suspendus, qui aujourd'hui sont extrêmement rares. De tels rouleaux, après le XVIIIe siècle, ne pouvaient pas entrer dans la décoration d'une maison honorable et n'étaient pas non plus conservés par les collectionneurs, ils ont quasiment disparu. Les peintures érotiques, sous les Qing, se sont parfois dissimulées au sein de recueils ayant des parties cachées. Dans ce cas le recueil présente d'abord des scènes galantes. Mais les parties cachées à l'intérieur renvoient aux « images de printemps » des Ming. En effet, sous les Qing, on assiste à un retour d'un certain puritanisme, ce qui pourrait expliquer l'existence de ces livres à pans cachés.
- Originaux et copies

Aujourd'hui, la plupart des pièces conservées, de haut niveau artistique, sont datés entre la première moitié du XVIIe  et la première moitié du XIXe siècle. Ensuite on observe un net déclin. On a pu déceler un certain nombre de copies d'après des peintures d'artistes ayant travaillé à l'Académie de Pékin vers 1750-1800. Il subsiste aussi quelques fenben, esquisses ou poncifs, qui seraient la trace de leur conception, ou de leur copies ultérieures, soigneusement conservées dans les ateliers pour la réutilisation partielle des motifs sous forme de variations. Dans les ateliers de peinture érotique on enseignait à peindre dans le style qui plaisait alors, ce qui obligeait à des adaptations et des transpositions depuis les modèles de référence. Dans les ateliers certains albums ont été réalisés à plusieurs mains, une feuille correspondant à un artiste, à la différence de la peinture d'exportation qui procède à une véritable division du travail par spécialité, paysage, figure, architecture...
- Le nu

Concernant la figuration du nu dans la peinture chinoise James Cahill, s'appuyant sur les jugements de confrères spécialistes, fait cette remarque à propos d'une peinture de nu : le corps de la femme y apparait toujours disproportionné. L'auteur rejette l'idée que les peintres auraient travaillé d'après des représentations de modèles vêtues, alors que ces artistes-là vivaient, selon Cahill, dans les quartiers de plaisir et qu'étant parfaitement habiles dans tous les autres domaines ils n'avaient aucune justification à se montrer maladroit dans celui-ci. En fait, la partie supérieure du corps correspond bien à l'image attendue d'une peinture meiren, pleine de raffinements, que ce soit dans le mouvement de la coiffure que dans le tracé du visage, et en particulier des yeux et de la bouche, parfaite et doucement souriante. La déformation ou la stylisation touchent le reste du corps, à peine voilé sous un vêtement translucide. James Cahill en déduit que bien qu'il n'y ait jamais eu de genre consacré au nu, en Chine, néanmoins, il semblerait qu'il y ait bien eu un idéal de la beauté corporelle féminine. Finalement, ces peintures viennent contredire l'idée reçue selon laquelle les chinois ne pratiqueraient pas le nu et qu'ils ne s'y intéresseraient pas. L'auteur présume que notre appréciation sera réajustée lorsque de nombreux originaux sortiront des collections chinoises. L'autre idée reçue qui prétend que les chinois ne savent pas représenter le corps dans sa nudité provient, encore une fois de notre vision qui se permet de juger toutes les pratiques, de toutes les cultures du monde, selon nos critères. Il suffirait de constater que leur représentation se conforme à des canons de beauté qui diffèrent des nôtres, mais qui sont plus ou moins constants dans les œuvres conservées.
Si, dans ces peintures, la majorité des partenaires centraux se résument au couple homme-femme, d'autres partenaires peuvent apparaitre, parfois des servantes ou de jeunes serviteurs. D'autres groupes se rencontrent plus rarement, comme des groupes homosexuels d'hommes ou de femmes. L'homosexualité était acceptée et on lui faisait une place.
- Jeu de signes et de symboles

À l'aide d'un exemple choisi vers 1720-40 (mais une modeste copie) James Cahill montre que l'un des ressorts de la représentation du corps propre au meiren est de jouer, par rapport au regardeur, sur la mise à distance du sujet, nu, et l'indice d'une certaine disponibilité de sa part. Par ailleurs, de nombreuses formes ont une valeur de symboles discrets. Les saisons, par la végétation, situent la scène dans un contexte sensible: chaleur de l'été, froid glacial de l'hiver ; lesquels conditionnent le travail du regardeur, devant des corps entièrement visibles, en été, ou à peine perceptibles, en hiver. Enfin, le sexe de la femme trouvait de nombreux substituts symboliques dans la peinture, ainsi les pivoines et les « mains de bouddha », la pêche et la fleur de lotus ; tandis que le pied bandé et chaussé reste, en toute circonstance, l'interdit quand tout le reste est dévoilé, car il s'agit du symbole de la condition féminine en Chine, à cette époque.

### Pour l'exportation

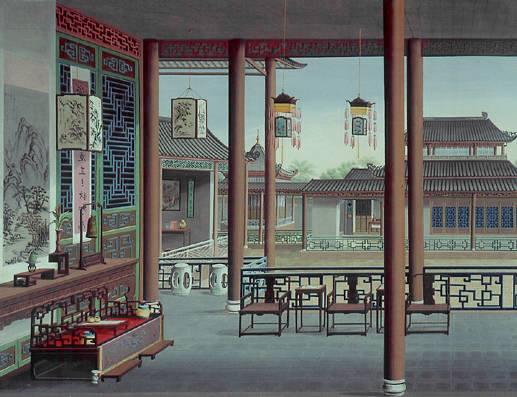
Peinture d'exportation: album de palais et jardins. Début 19e s. Gouache sur papier. British Library
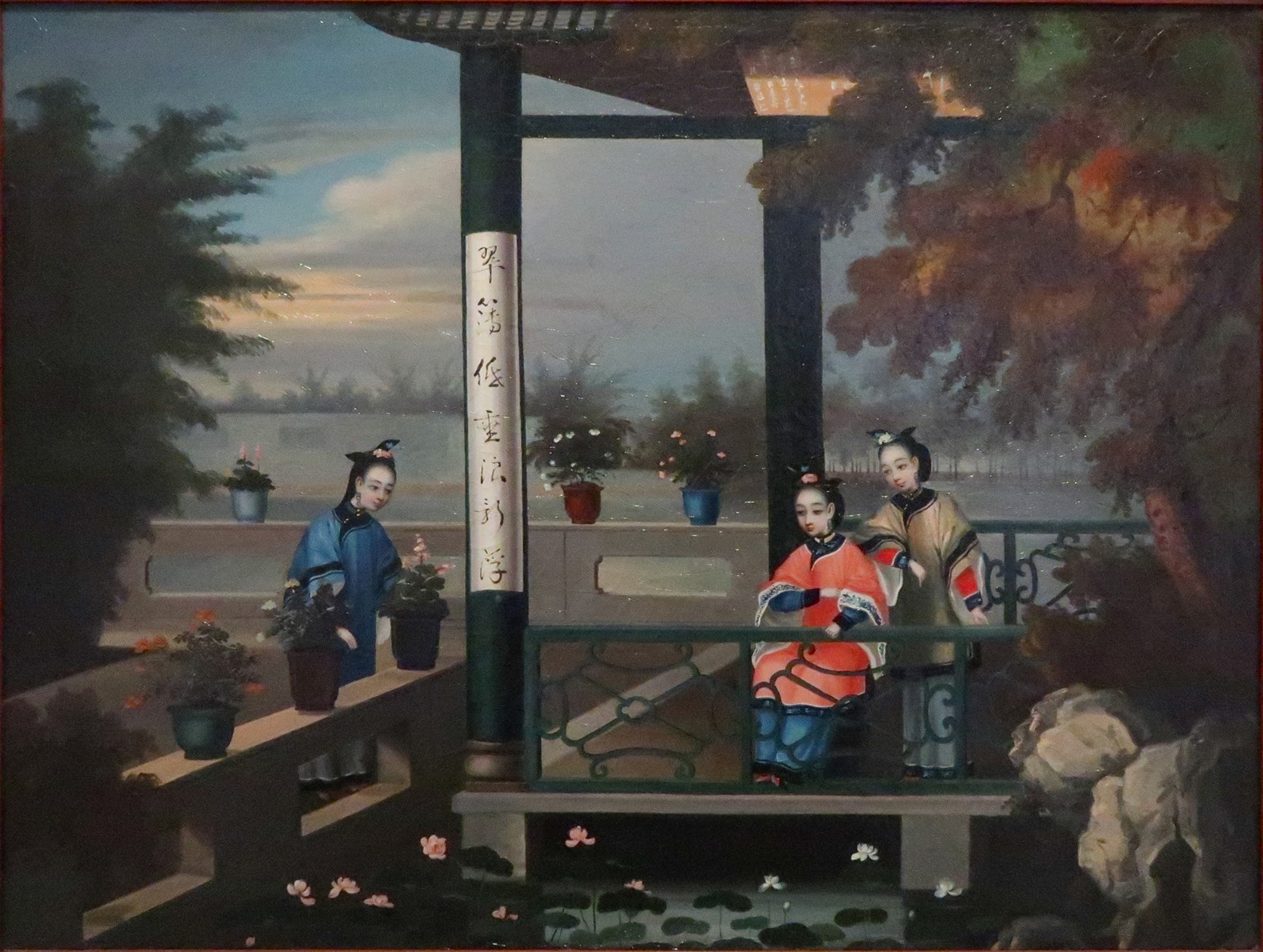
Youqua, av. 1844. Dames, autour d'un bassin. Huile/toile, 45 x 60 cm. Musée des Beaux-Arts de La Rochelle
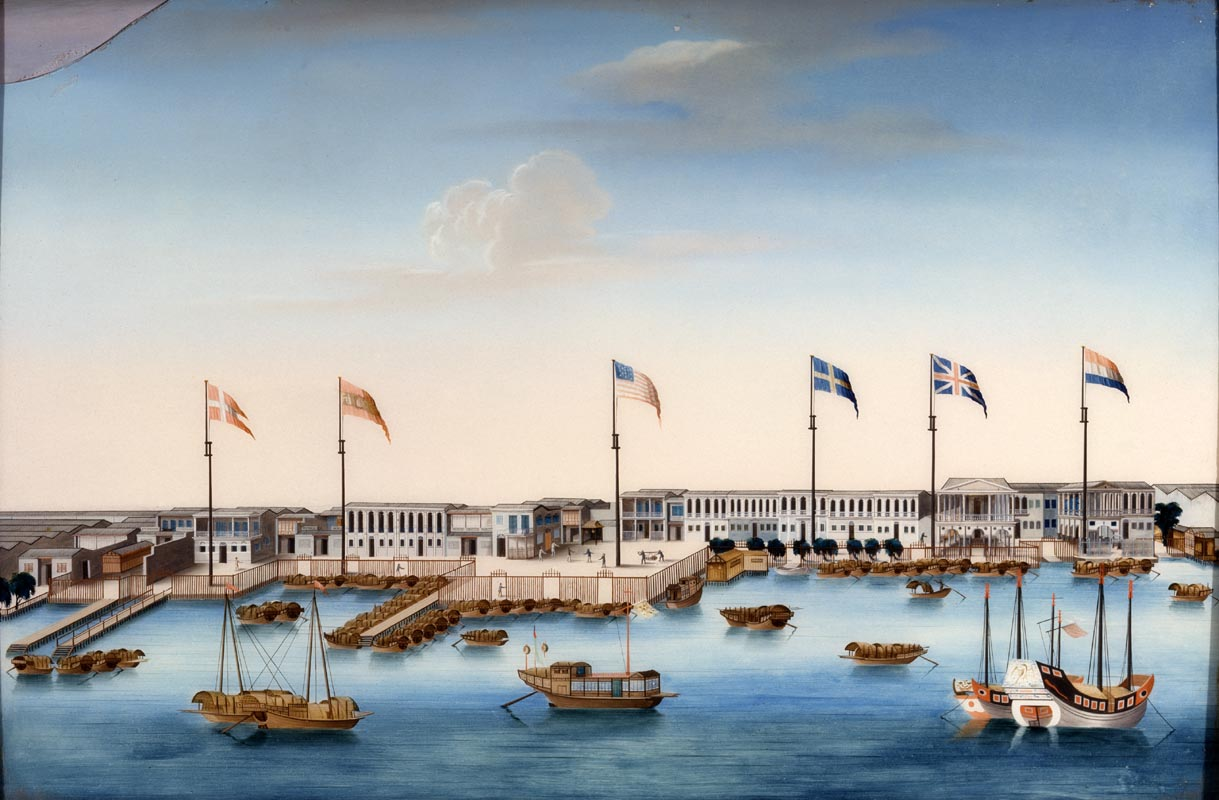
Les factories de Canton. Fixé sous verre : peinture à l'huile au dos du verre. 1805. Peabody Essex Museum
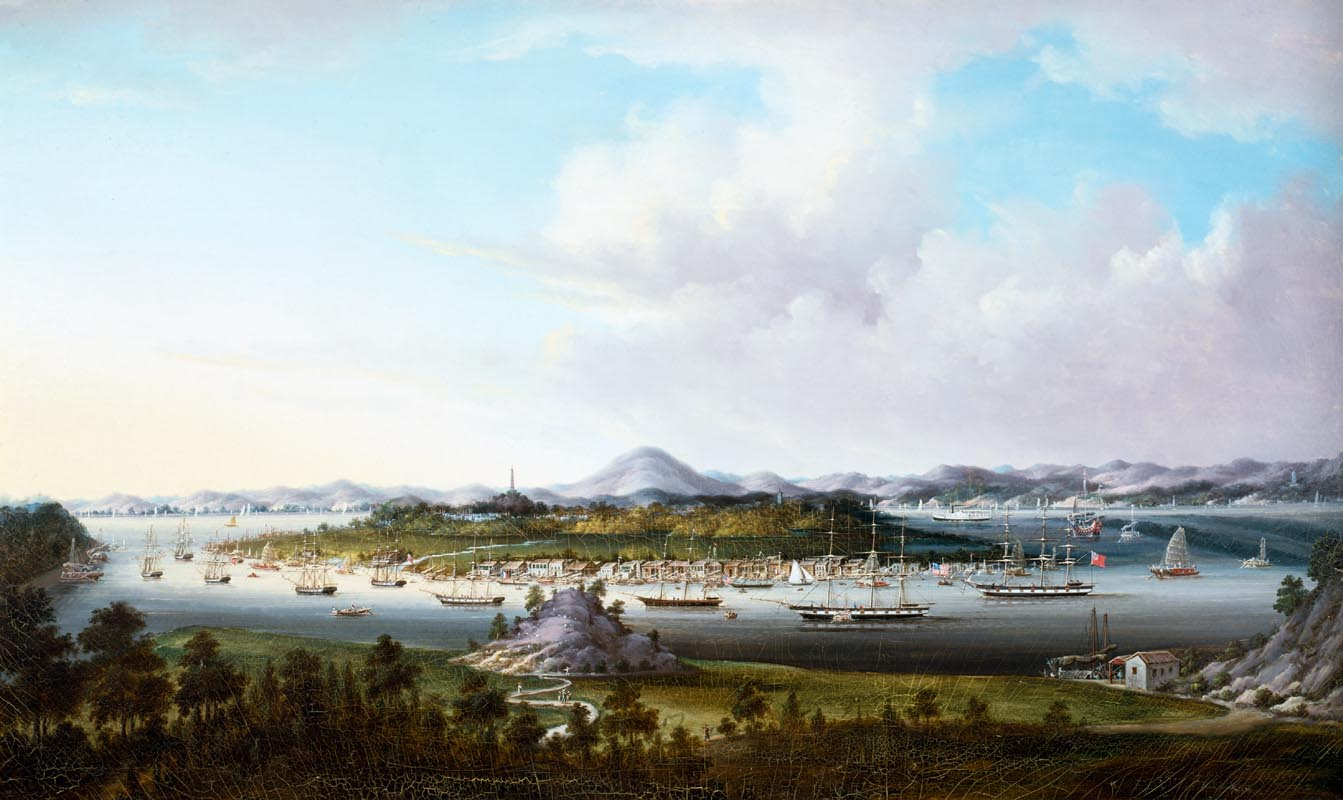
Vue de l'île de Whampoa et du mouillage dans la rivière des Perles, Canton v. 1850. Huile sur toile, L. 145 cm. Peabody Essex Museum

Produite en masse à Canton aux XVIIIe et XIXe siècles, la peinture chinoise pour l'exportation mêle les deux traditions, chinoise et occidentale. Mais elle est réalisée sans volonté artistique, plutôt pour sa valeur documentaire et son exotisme. Les collections des musées d'art et d'histoire de La Rochelle conservent ainsi un ensemble de peintures à l'huile sur toile de coton, préparée à la colle animale avec des traces de craie et d'alun, montrant des scènes de genre, des vues d'intérieurs à plusieurs personnages plongés dans des activités tranquilles. Elles ont été réalisées par l'atelier du peintre Youqua (act. 1840-1870). Celui-ci produisait aussi des vues de ports et des installations occidentales, comme les factories de Canton, mais aussi des portraits, des paysages et une foule de sujets « chinois » copiés d'après des gravures européennes. L'atelier réalisait aussi des peintures à l'eau, aux couleurs vives sur papier de moelle de sureau. Un autre peintre ayant cette spécialité de peinture à l'huile pour l'exportation a été l'élève de l'anglais George Chinnery (1774-1852) . Sur des motifs d'architecture du musée Dobrée à Nantes, Danielle Elisseeff indique que « Ces images d'une extrême précision descriptive, traitées selon des conventions occidentales, mais avec une finesse du lavis et de l'exécution caractéristique de la peinture chinoise, furent réalisées à Canton pour un public occidental ».
Ces peintures, souvenirs de Canton, gardent une valeur historique, comme document sur la société, l'architecture et les détails de la vie quotidienne qui, par leur exotisme, fascinaient les occidentaux.

## Sélection chronologique de peintres
Début de la dynastie
- Les Quatre Grands Moines Peintres : Hongren (1610-v.1663), Kuncan (1612-v.1671), Zhu Da (Badashanren) (1625-1705)[33], Shitao (1641-v.1720)[34],[35]
- Les six maîtres du début des Qing : les quatre Wang, Wang Shimin (1592-1680), Wang Jian (1598-1677)[8],[9], Wang Hui[10],[11], Wang Yuanqi[12],[13] ainsi que Wu Li (1632-1718) et Yun Shouping (1633-1690)
- Les 8 maîtres de Jinling (Nanjing) : Gong Xian (v. 1599-1699)[14],[15], Fan Qi (1616-1695)[16], Zou Zhe (1636-1708), Wu Hong (act. 1670-1680), Hu Zao (en) (?-?), Gao Cen (act. 1643-1679), Ye Xin (?-?), Xie Sun (en) (?-?) , peintres « naturalistes »
- Les portraitistes : Zhang Qi, Yu Zhiding (en) (v.1647-1709), Xu Zhang
- Les peintres non affiliés du début des Qing : Xiao Yuncong, Mei Qing (1623-1697)

Milieu
- Les 8 excentriques de Yangzhou : Gao Xiang (1688-1753), Zheng Xie (1693-1765), Jin Nong (1687 -1764)[59] : font valoir l'expression individuelle, refusent les règles, quelles qu'elles soient.
- Un peintre professionnel lettré : Hua Yan (1682-1756)
- Le style méticuleux, peintres de cour : Li Yin (1610 ou 1616-1685), Yuan Jiang (1690-1724)[26], Yuan Yao (?-?)
- Les peintres de cour : (Giuseppe Castiglione (1688-1766), Wang Hui (1632-1717)
- Peinture d'oiseaux et fleurs : Shen Quan (?-?)

Fin de la dynastie
- L'École de Jingjiang (Zhenjiang) : dont Zhang Yin (1761-1829) , héritiers des Huit Maîtres de Jinling, peintres « naturalistes »
- Les peintres de belles femmes : Gai Qi (en) (1774-1829), Fei Danxu (en) (1801-1850)
- L'École de Shanghai : Xugu (1824-1896), Ren Xiong (1823-1857)[40], Ren Xun (1835-1893), Ren Yu (1853-1901), Ren Bonian [Ren Yi] (1840-1896)[41], Zhao Zhiqian (1829-1884)
- L'école de Lingnan : Gao Jianfu (en) (1879-1951), Chen Shuren (en) (1884-1948) et Gao Qifeng (1889-1933)